# Vladimír Kopecký (sklářský výtvarník)
Vladimír Kopecký (* 26. listopadu 1931, Svojanov) je český malíř, grafik, sklářský výtvarník a vysokoškolský profesor. Od roku 1990 do roku 2008 byl vedoucím Ateliéru skla na Vysoké škole uměleckoprůmyslové v Praze.

## Život
Vladimír Kopecký se narodil v obci Svojanov v rodině švadleny a truhláře. Od roku 1934 bydlel s rodiči a bratrem v Uhříněvsi. Od svých pěti let se chtěl stát malířem, ale koncem války se rodina přestěhovala do Děčína, kde byla nejbližší střední uměleckou školou Státní odborná škola sklářská v Kamenickém Šenově. Středoškolská studia ve škole, kdy působili René Roubíček a Josef Khýn začal roku 1946. Vladimír Kopecký se zde poprvé seznámil se sklem a v letech 1948-1949 pokračoval ve studiu na Státní průmyslové škola sklářské v Novém Boru, kde učil Stanislav Libenský.
V letech 1949-1956 studoval v ateliéru monumentální malby a skla na Vysoké škole uměleckoprůmyslové v Praze u prof. Josefa Kaplického. Roku 1952 během školní praxe v Lednických Rovních na Slovensku utrpěl velmi vážný úraz, když mu při broušení skla praskl brusný kotouč a zasáhl ho do obličeje. Přežil jen zázrakem a podrobil se více než 20 plastickým operacím. Po absolvování studia na VŠUP se na doporučení Stanislava Libenského stal aspirantem v ateliéru Josefa Kaplického, kde působil od roku 1958 do roku 1961 a poté se stal výtvarníkem ve svobodném povolání. Josef Kaplický si vážil Vladimíra Kopeckého pro jeho schopnost dosáhnout monumentality i za odpovědný přístup k tvorbě, který z jeho skleněných objektů činil výtvarný projev závažných hodnot.
Zúčastnil se trienále v Miláně (1957), přehlídky československého skla v Moskvě (1959) a Světových výstav v Bruselu (1958), Montréalu (1967) a Seville (1992). Za skleněnou mozaiku pro Expo v Bruselu získal zlatou medaili (společně s výtvarníky Adrienou Šimotovou a Františkem Burantem). V letech 1957-1967 vytvářel monumentální skleněné vitráže ve spolupráci s firmou Josefa Jiřičky - Umělecké sklenářství (znárodněnou a začleněnou pod Ústředí uměleckých řemesel). V 60. a 70. letech se zabýval především malbou a až do konce 80. let návrhy skleněných realizací do architektury.
Roku 1990 se na přání studentů vrátil na Vysokou školu uměleckoprůmyslovou, roku 1992 byl jmenován profesorem a až do roku 2008 zde působil jako vedoucí ateliéru skla. Jeho asistentem byl Marian Volráb. Vladimír Kopecký vytvořil v ateliéru velmi svobodnou atmosféru, která nekladla na studenty žádná tvůrčí omezení. Kopeckého škola na UMPRUM, odkud vyšla řada výrazných osobností, navázala na Kaplického v podpoře obecného vzdělání studentů, ale šla vědomě proti "kultivaci skla" a kladla větší důraz na sílu výrazu.
První ženou Vladimíra Kopeckého byla grafička Alena Kučerová. Od roku 1991 byl členem výtvarné skupiny Jiná geometrie a od roku 1992 obnovené Umělecké besedy. Vladimír Kopecký žije se svou druhou ženou v Praze a tvoří va ateliérech v Praze, ve středních Čechách a poblíž Karlových Varů.

### Ocenění
- 1958 Expo 58 Brusel, Gold Medal
- 1984 Glass 84´ in Japan, The Bridgestone Museum Prize, Tokyo, Japan
- 1994 Holst Glas Prijs, Galerie Groeneveld, Almelo, NL
- 2009 Cena Ministerstva kultury za přínos v oblasti výtvarného umění
- 2013 Cena poroty, hlavní cena za serigrafii, Grafika roku
- 2017 Cena Městské části Praha 1[8]

## Dílo

### Sklo
Tvorba Vladimíra Kopeckého je permanentním prostupováním bytostného malířského založení a osobitého využití skla ve výtvarné práci. Již jeho rané sklářské realizace v podobě tenkostěnných nádob na sobě nesou abstraktní malířské kompozice, které vstupují prostřednictvím průhledů do „třetího rozměru“ (Váza, 1958). Od počátku 60. let malbou popíral optické kvality skla a oproti převažující dekorativnosti a zdůrazňování vlastností ušlechtilého materiálu postavil malířské gesto a odvahu, kterými demonstroval svůj příklon k abstraktnímu umění. Tehdy tzv. "ošklivým sklem" často šokoval své současníky. V další autorově tvorbě se nastálo uplatňuje suverénní malířská linie. Lze ji dělit na určitá období, ale zároveň nic není zcela uzavřeno a podněty se znovu navracejí. Je propojena v jeden organismus s nepředvídatelným vývojovým schématem. Střídání poloh vychází zcela z momentálního rozpoložení a prosté chuti odpočinout si od jednoho výrazu v druhém. Při srovnání s americkým land artovým umělcem Robertem Smithsonem, který je znám svými entropickými instalacemi skla a minimalistickými objekty z tabulového skla, se Kopeckého tvorba formálně odlišuje zejména expresivní integrací skla s barvou, které jí dodává vitalitu a bohatství.
Již krátce po ukončení studia navrhoval Vladimír Kopecký monumentální mozaiky (Expo 1958) a vitráže (Expo 1967). Jeho tvorbu 60. a 70. let podstatným způsobem ovlivnily práce pro architekturu. Linie objektů z řazených plochých skel prokládaných barevnou fólií nebo pískovaných, které vytváří od 70. let, vychází z principu násobených konstrukcí a tvarů (Fošny, 1976). Jejich strohost má v sobě klid přesného řádu, ale zároveň nese i chlad osamělé odlidštěnosti. Na každé následující tabuli skla je geometrický pískovaný segment zvětšený, zmenšený nebo posunutý. Kopecký jako první začal užívat tento princip k vytvoření iluzivního prostoru a hloubky (Koridor, 1972).
Počátkem 80. let opustil načas malbu a tvořil skleněné vitráže zalévané do olova. Bylo to období hledání nového výrazu, jak svědčí názvy Nevím, Pořád nevím, apod. Tato řada končí rozměrnou vitráží Ráno (1987), do které integroval téměř všechny dostupné techniky. Koncem 80. let je Kopeckého práce se sklem výrazem okamžiku a díla vznikají spontánně ze zbytků barev a fragmentů (Odpolední štokrdle, 1988).

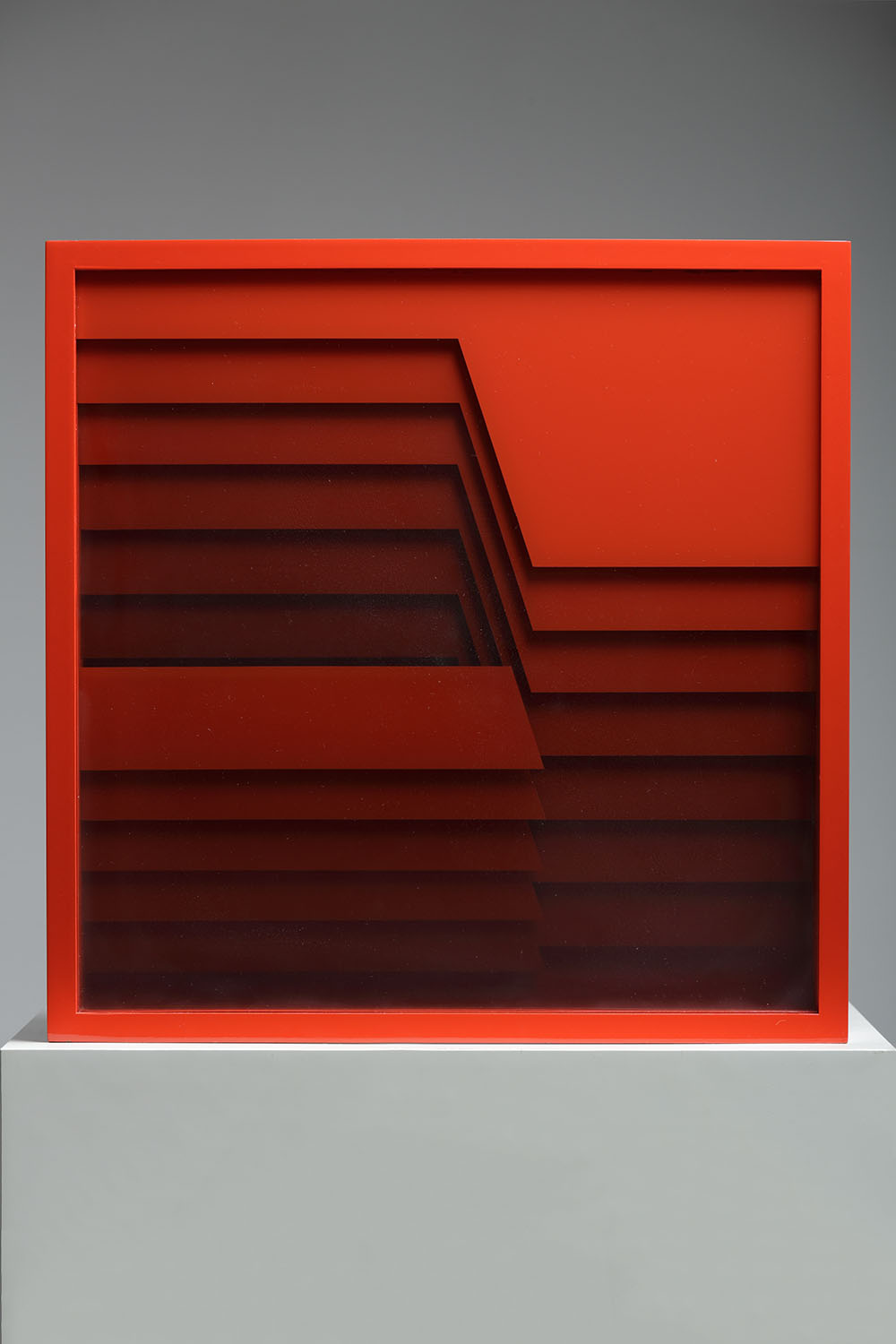
Vladimír Kopecký, Fošny, skládané pískované sklo, 1976
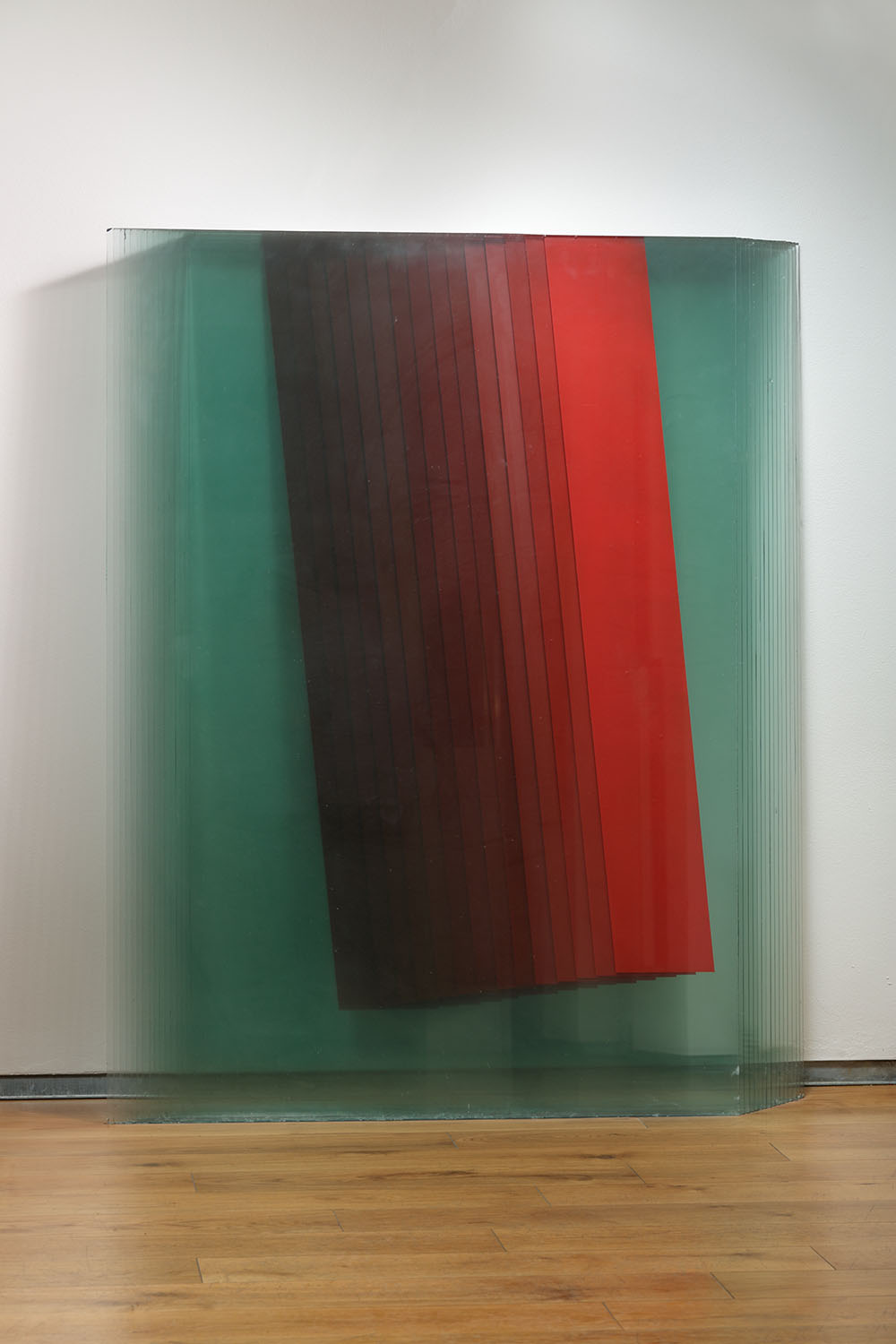
Vladimír Kopecký, Diagonála, skládané tabulové sklo, 1982
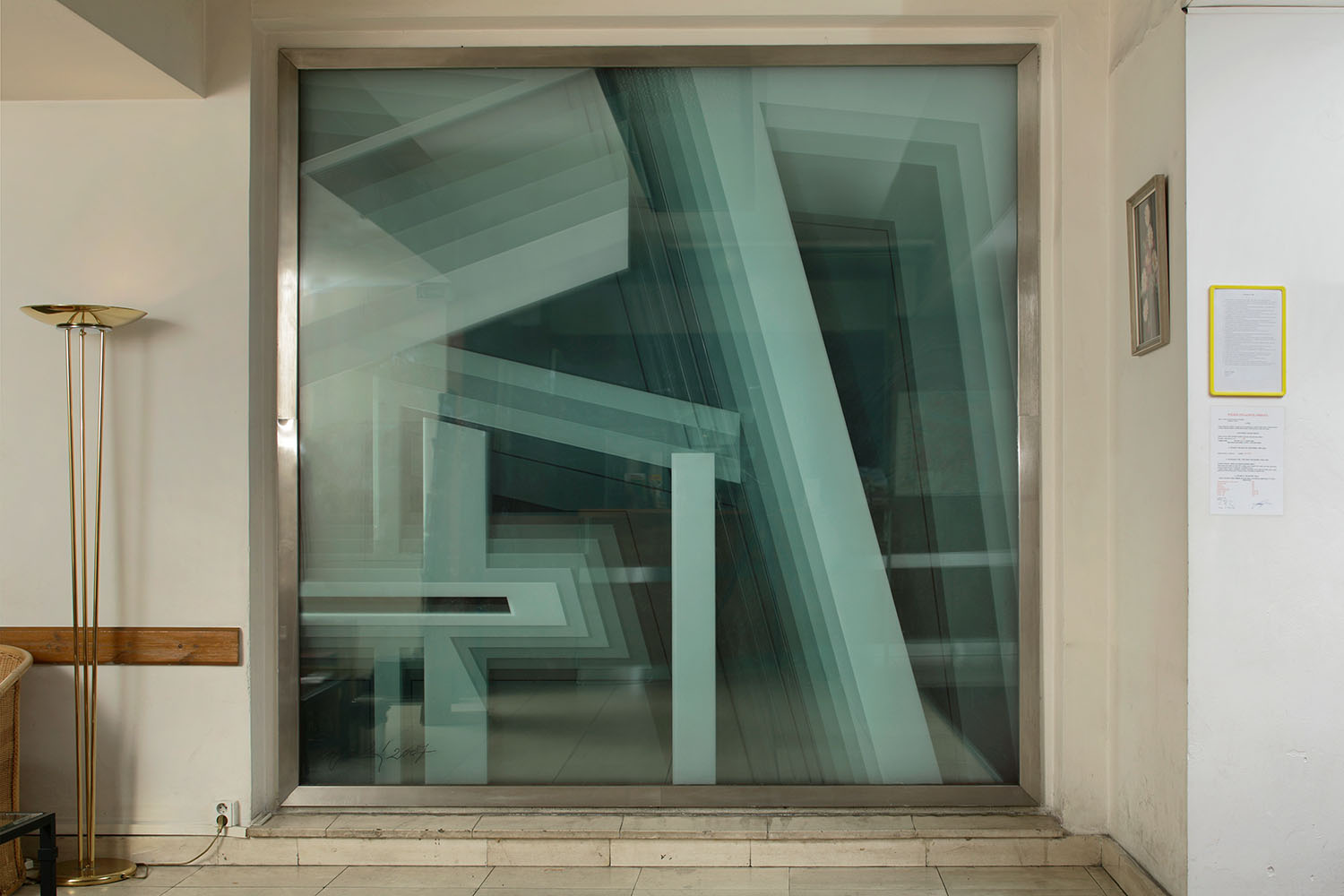
Vladimír Kopecký, Štefánikův dům (hotel Legie), 1989
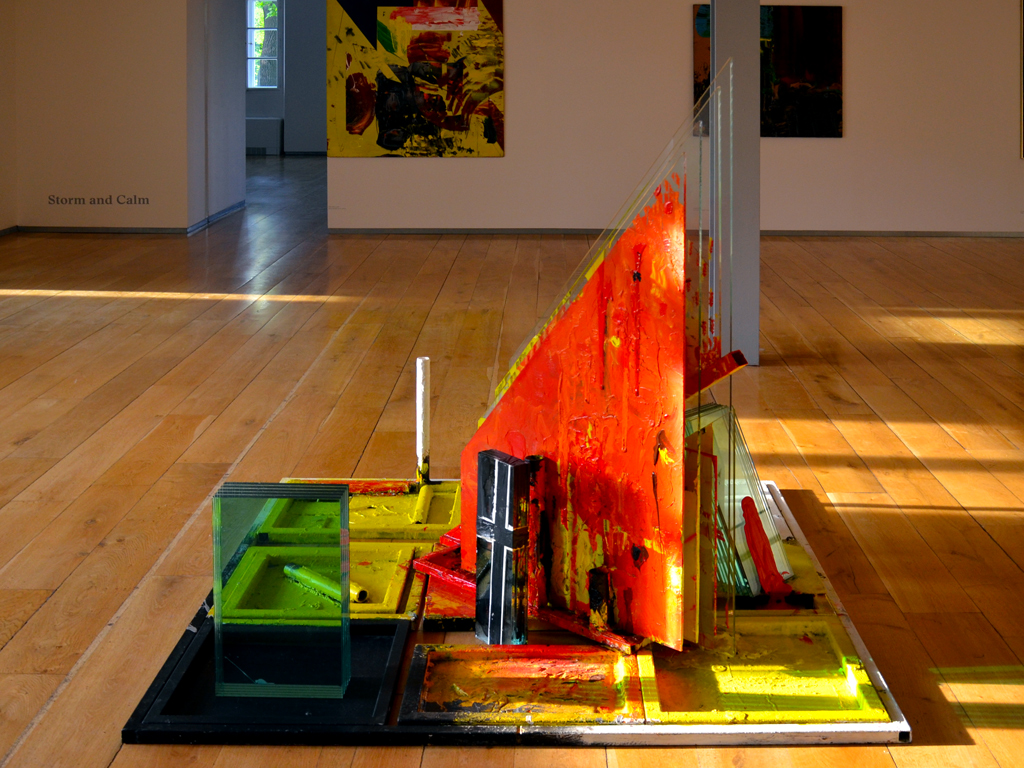
Vladimír Kopecký, Tryzna, 1993-2010
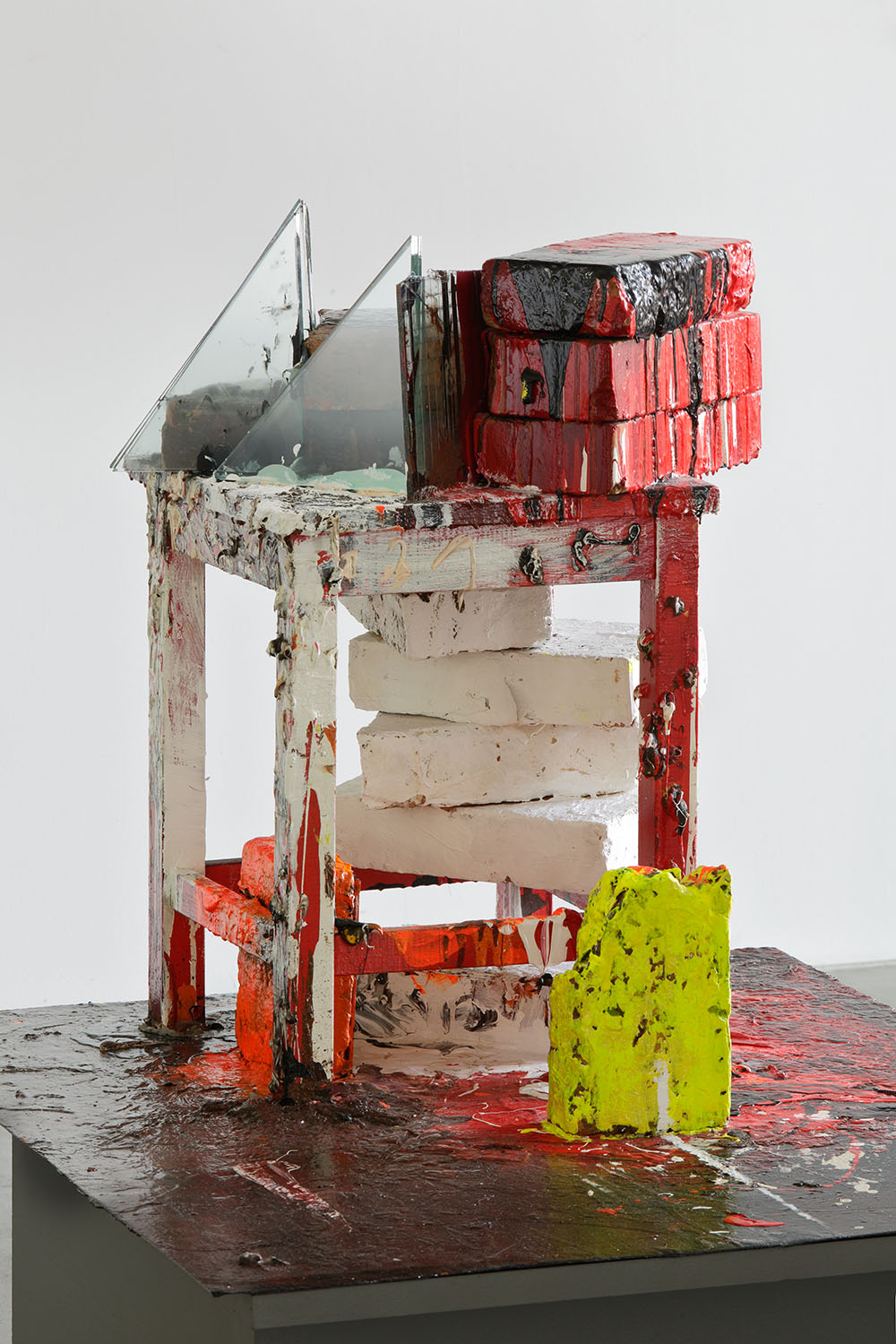
Vladimír Kopecký, Odpolední štokrdle, kombinované materiály, barva, 1988

Vedle ukázněnosti jeho geometrických objektů z pískovaného tabulového skla stojí paralelní směr tvorby, který spojil sklo a gestickou expresivní malbu v jeden prudký výkřik (Tryzna, 1993 - 2010). Jak sám autor říká: „Mám rád ticho absolutní i bouři vesmírnou“. Roku 1992 vytvořil pro Expo ´92 v Seville monumentální prostorovou kompozici z malovaného tabulového skla a kovu o rozměrech 2,8 x 11,7 m. Sklo je navršené ve skrumážích tabulí a složených bloků, které připomínají zmrazený okamžik železniční nehody. Nese na sobě divoce barevné kanoucí proudy, stopy štětcem i rukou roztírané. Mizí pod nánosy ve škvárovitých strukturách, v bizarních dekorech stékajících stružek. Čiré hranoly začerněním ztrácejí svoji hmotu, jakoby se propadaly do bezprostorové temnoty. Objekt je syntézou tvůrčích snah a patří k vrcholům Kopeckého tvorby, ale po výstavě byl zničen a dochoval se pouze na fotografiích.
Významným tvarově konstrukčním prvkem jeho instalací se staly lámané kusy kolejnic. V jeho menších objektech je sklo sevřené do barvami pojednaného celku se segmenty kolejnic, cihlami či dřevem (Odpolední štokrdle, 1995).
Kopecký zbavil sklo tendence k prvoplánové působivosti brutálním zásahem barvou, destrukcí i spojením s jinými materiály jako je dřevo, lepenka a kov (Hledání, akce Prostor 3, Všemín 1986). V instalaci v Míčovně Pražského hradu z roku 1999, kde dominovala černá barva, vyvolávající pocity frustrace a osamění, vyčnívaly z černé hmoty nebezpečné a zraňující ostré hrany skel. I přes všechen nemilosrdný atak však Kopeckého sklo zůstává materiálem s vnímanou podstatou křehkosti a zranitelnosti.
O potřebě permanentní polarity svědčí to, že v souběžné poloze autor nechává sklo působit v čistotě zcela minimalistického pojetí stereometrického tvaru z lepeného plochého skla nebo ve formě násobených zahrocených tvarů z tabulového skla s výrazem čehosi mlčenlivě symbolického mezi nebem a zemí. Působí jako protiklad jeho expresionistických děl, ale rozvíjejí stejná lidská témata jako je prostorová nekonečnost, ticho, úzkost a melancholie.

### Malba a grafika
Obdobné principy setkávání protikladů jako v práci se sklem platí o Kopeckého malbě, kterou silně ovlivnil abstraktní expresionismus a akční malba. Od metodicky ukázněné, geometricky úsporné či tajemně zahalené polohy odlidštěných konstrukcí a staveb (Ulice, 1970, Labyrint, 1979) přechází k expresivním erupcím barev a živočišnosti, k destrukci materiálu i divácké jistoty o pojmu krásno. Podle Suzanne Frantz je Kopeckého malba klíčem k celému jeho dílu.
Vladimír Kopecký nebyl v 60. letech členem žádného uměleckého sdružení a malba byla pro něj zprvu zcela privátní činností. Na své první autorské výstavě ve Špálově Galerii v Praze roku 1970 se představil jako malíř a také v letech 1988 a 1997 vystavoval pouze obrazy Sklo vystavil poprvé až na své retrospektivě roku 1999. Smutek, skepse, rozpaky a zoufalství, které byly hybným motivem jeho tvorby v normalizačních 70. letech, vedly k potřebě ovládnout emoce rozumem a vytvořit v obraze pevný řád
U maleb z konce 60. a 70 let volil autor často jako podklad vzorované linoleum (Tři pilíře, 1968). Násobené dekory podlahové krytiny vytvářejí monotónní pozadí, na němž působí malba zneklidňujícím dojmem. Linoleum se stalo podkladem pro soubor tachistických obrazů vnitřních krajin z přelomu 70. a 80. let, převažují ale motivy preparovaných segmentů staveb, konstrukcí a objektů. Nejsou propojené s pozadím, vyrůstají z nespecifikovatelného prostoru (Chorál, 1974). Obsahové zaměření těchto obrazů sahá za autorovu fascinaci čistotou geometrických tvarů a jejich skladby. Lze za nimi tušit výpověď o stavech člověka v základních pocitech osamocenosti, odlidštění a pochybnostech (Večer, 1970). Zkušenost s tvorbou geometrických kompozic ze skládaných skleněných prvků pro architekturu zapůsobila jako inspirační moment i pro malbu, která je provedena přesnými tahy tužkou (400 000 čar tužkou, 1969). Sám proces šrafování jako rituál vůle ústí po mnohahodinovém úsilí do transu a halucinace.

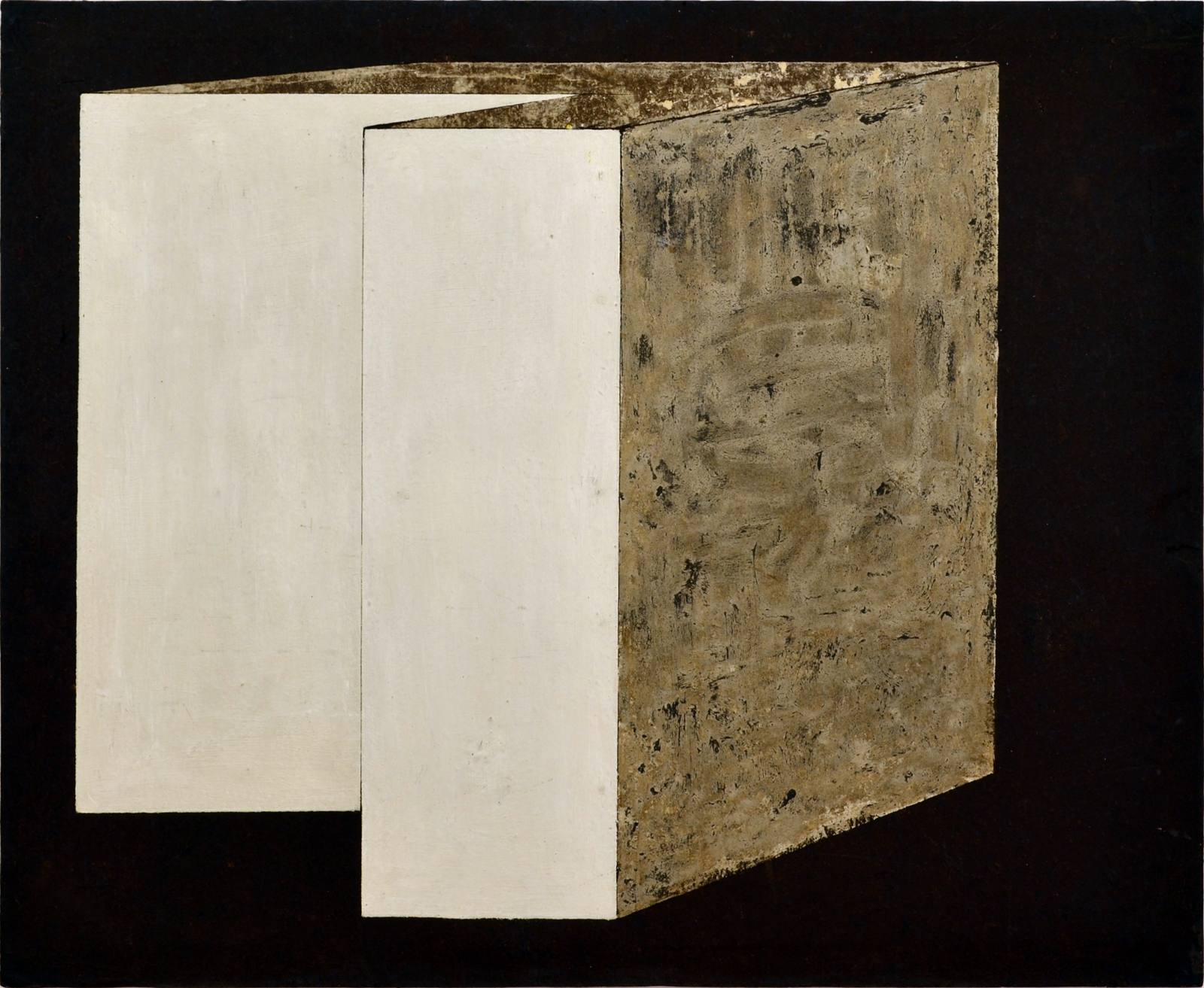
Vladimír Kopecký, Sám 1969
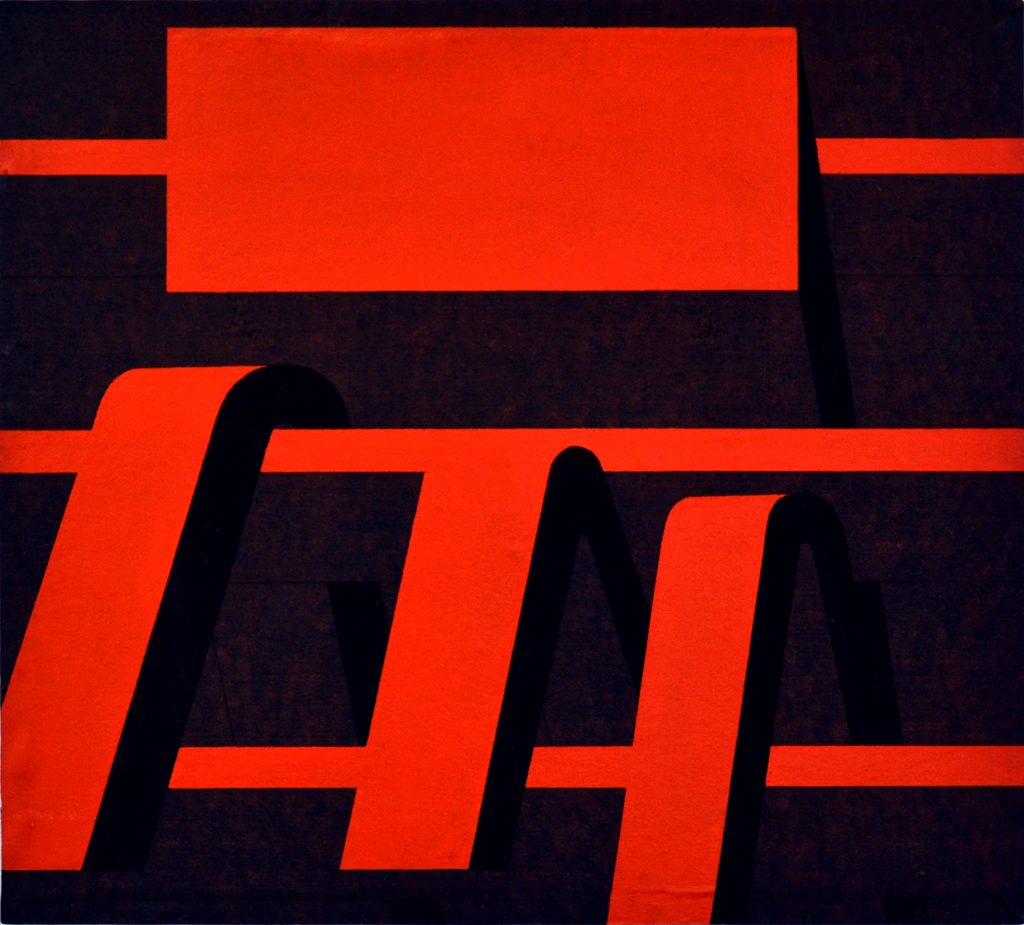
Vladimír Kopecký, Večer 1970
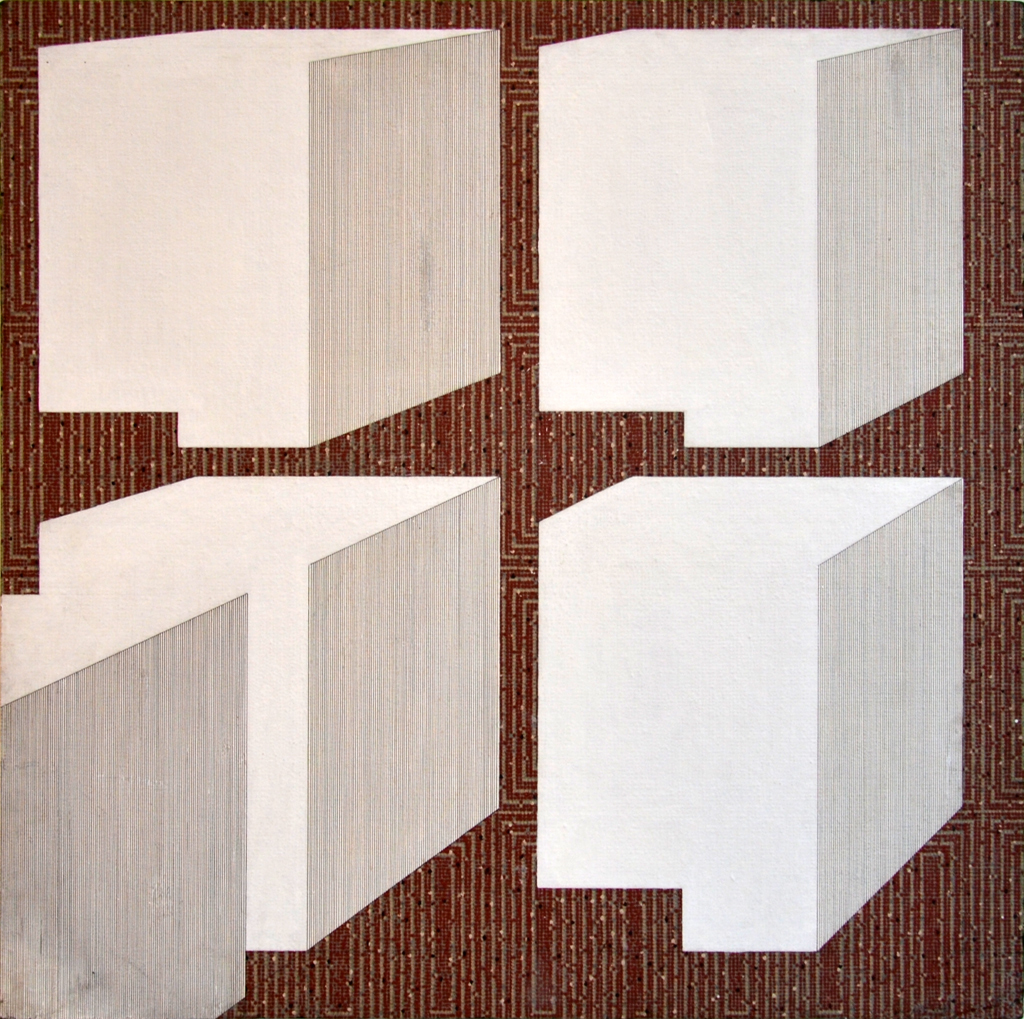
Vladimír-Kopecký, Ulice 1972
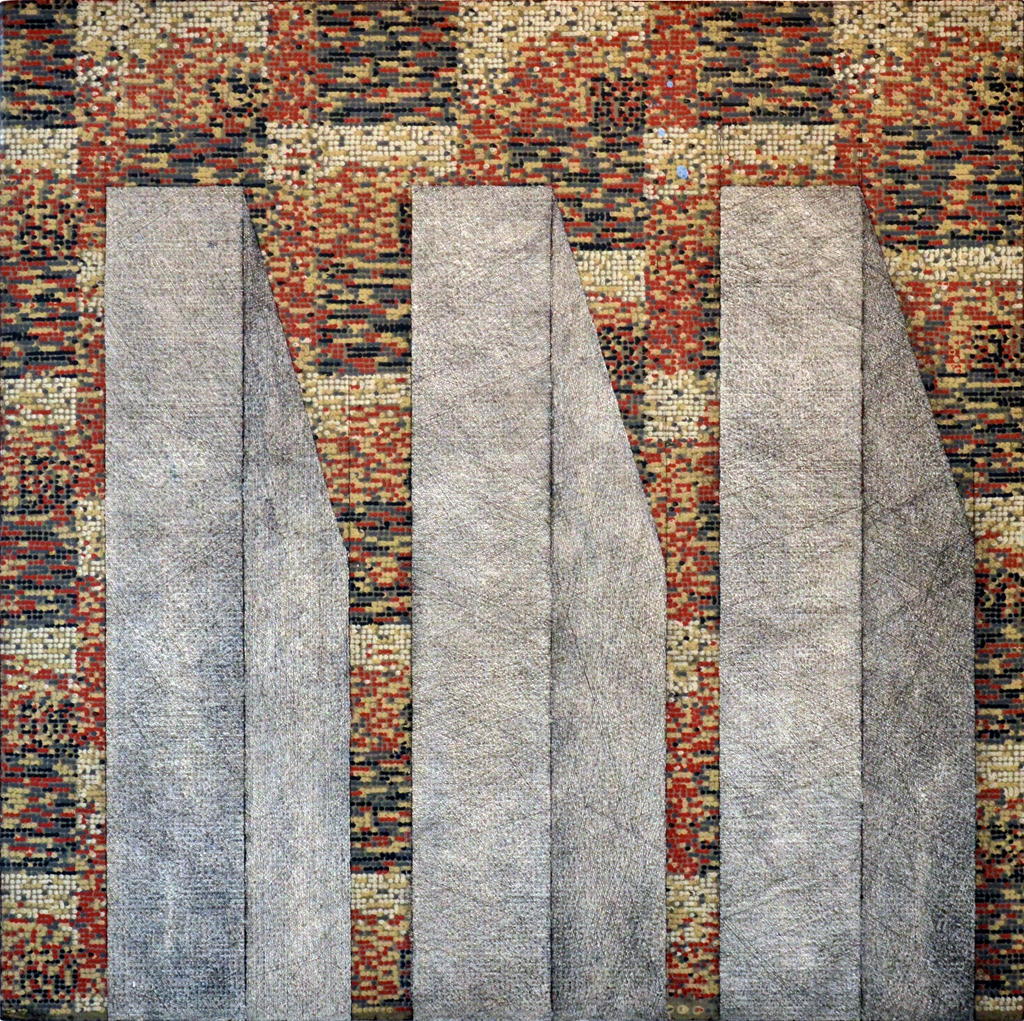
Vladimír Kopecký, Tři pilíře 1968
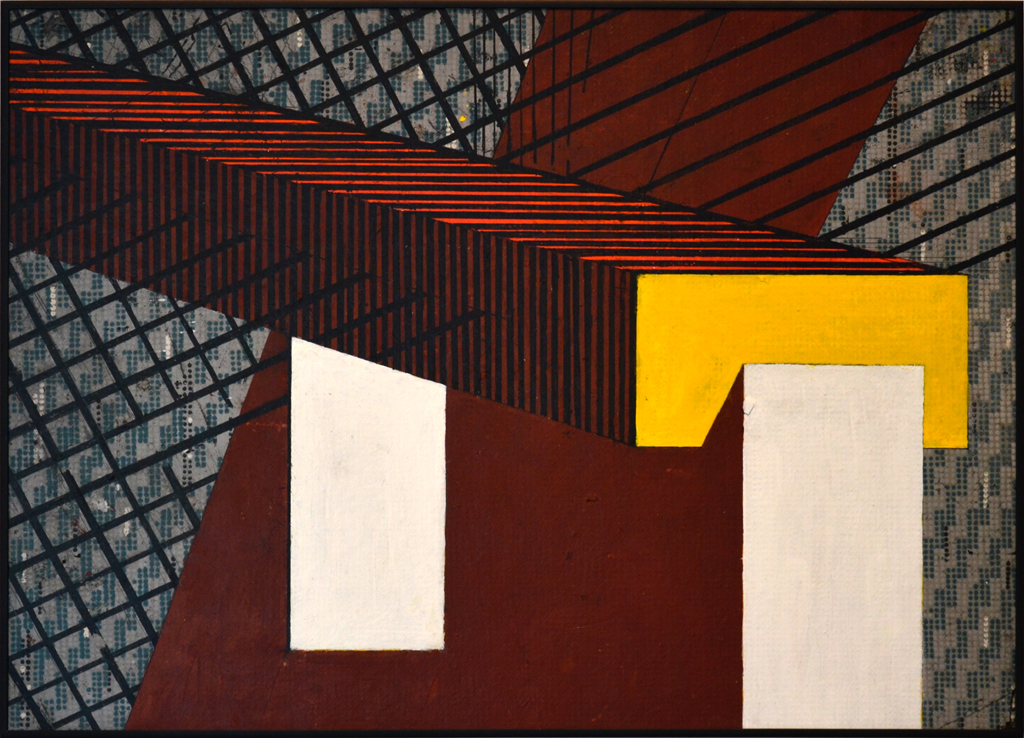
Vladimír Kopecký, Chorál 1974

Od 80. let začíná v autorově malířské tvorbě převažovat zcela uvolněná poloha akční malby. Barvy jsou nanášeny na plátno v mohutných vrstvách, stékají, jsou rozhrnovány zásahem různých nástrojů (Předměstí, 2001, Tisíce křídel, 2010). Často jsou na plochu obrazu aplikovány segmenty řezaného tabulového skla, ale i destruované změti nejrůznějších materiálů. Vystavené obrazy dokumentují výmluvně skutečnost, že v živelně dramatickém procesu samotného tvoření, který brutálně boří hranice obecné představy diváka o pravidlech malby, nachází Vladimír Kopecký zážitek a nejvlastnější smysl výtvarného činění (Běsi, 1988, Zášlehy, 2013). Kompozice nejsou směrované k efektu okázalého výsledku, nezobrazují ani nevedou k složitě zakódovaným symbolickým poselstvím. Dýchají především vervou a opojením z volnosti práce s barvou a představují čistý výtrysk emoce. Autor je na tomto poli vzácným solitérem, jeho tvorba poskytuje příležitost k autentickému prožitku fascinace nespoutanou energií. V tvorbě Vladimíra Kopeckého však není nic duálního, mezi řádem a chaosem neexistuje žádný rozpor. Její nejvlastnější charakteristikou je vnitřní svoboda a neustálé zkoumání výtvarného účinku.

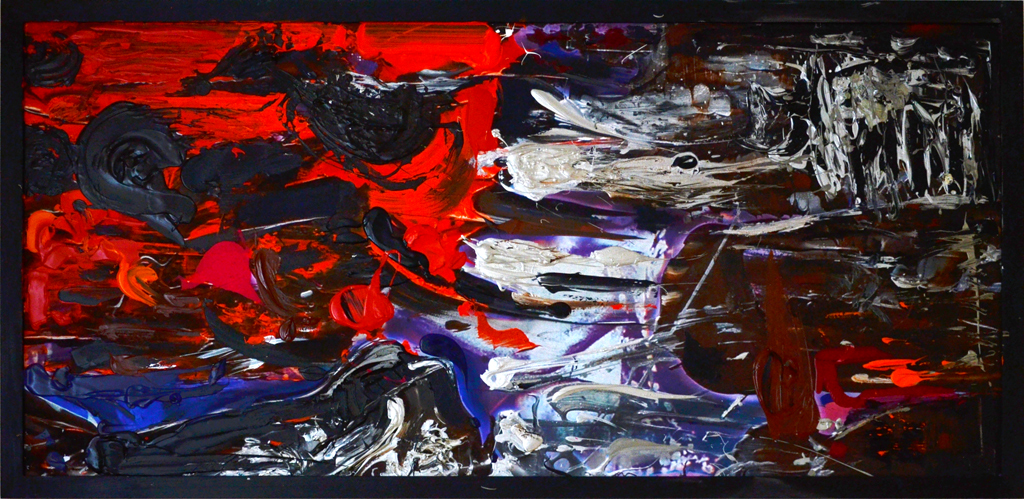
Vladimír Kopecký, Zášlehy 2013
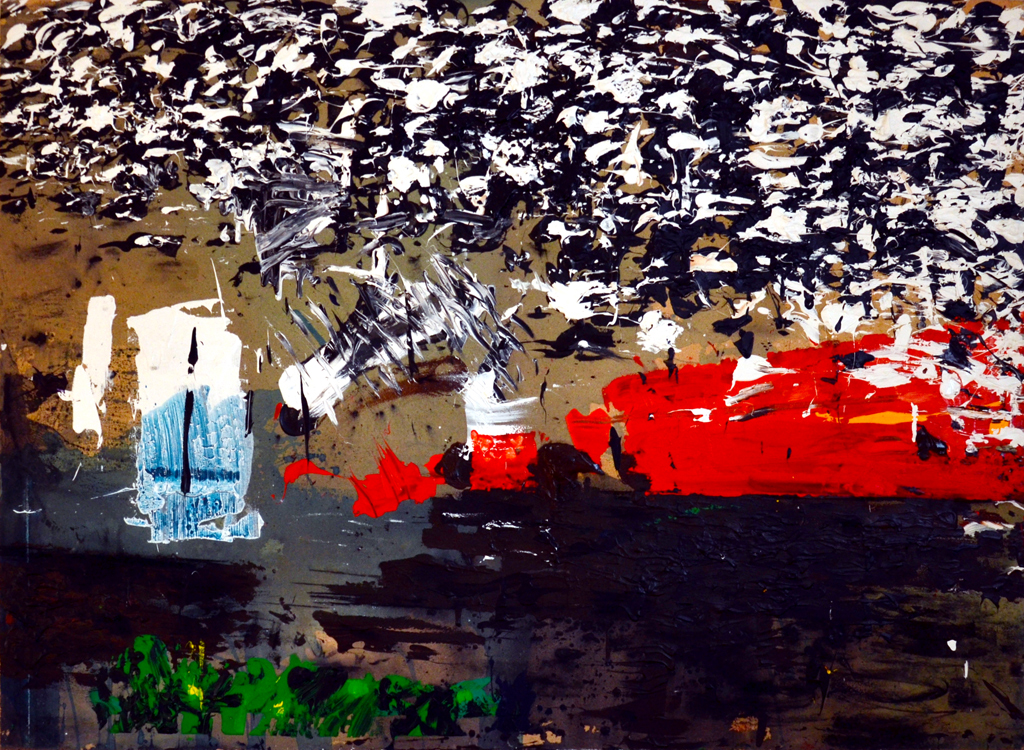
Vladimír Kopecký, Tisíce křídel 2010
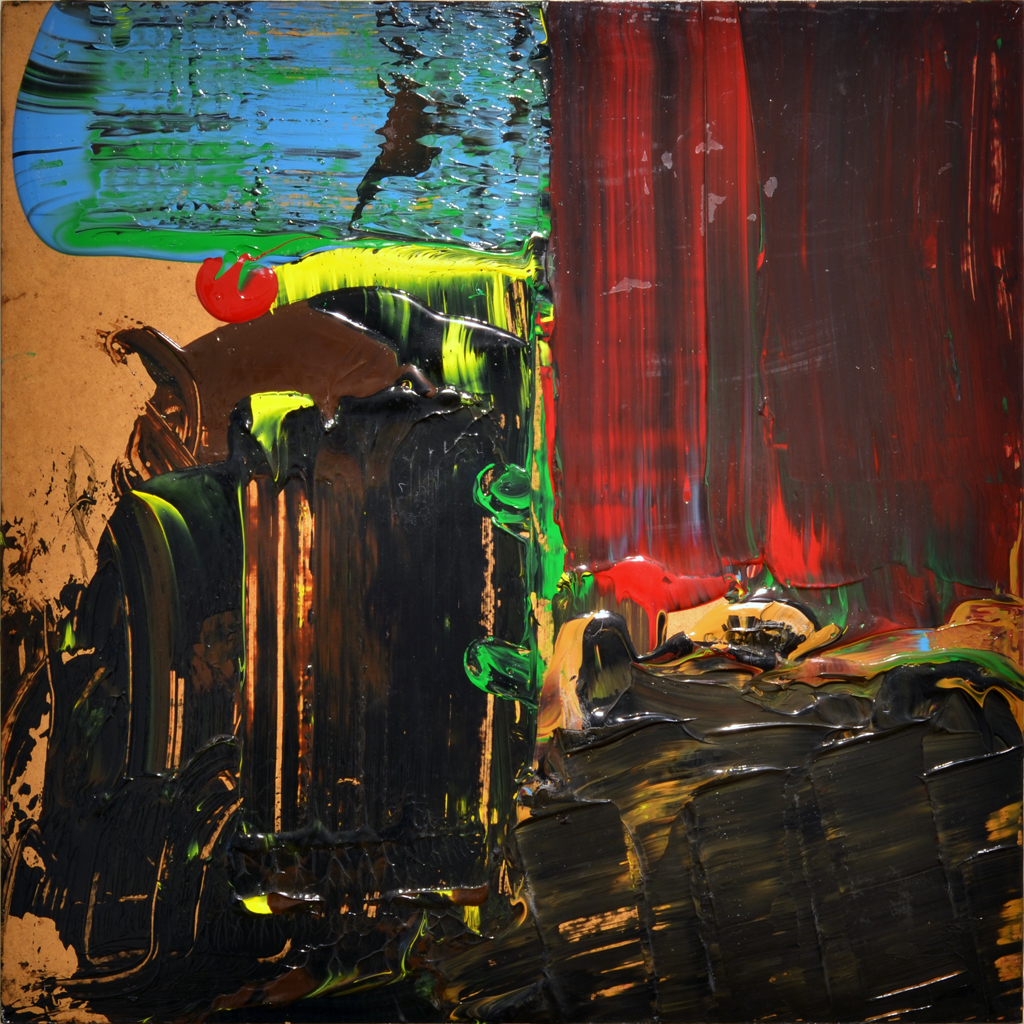
Vladimír Kopecký, Močál nelítostné paměti 2012
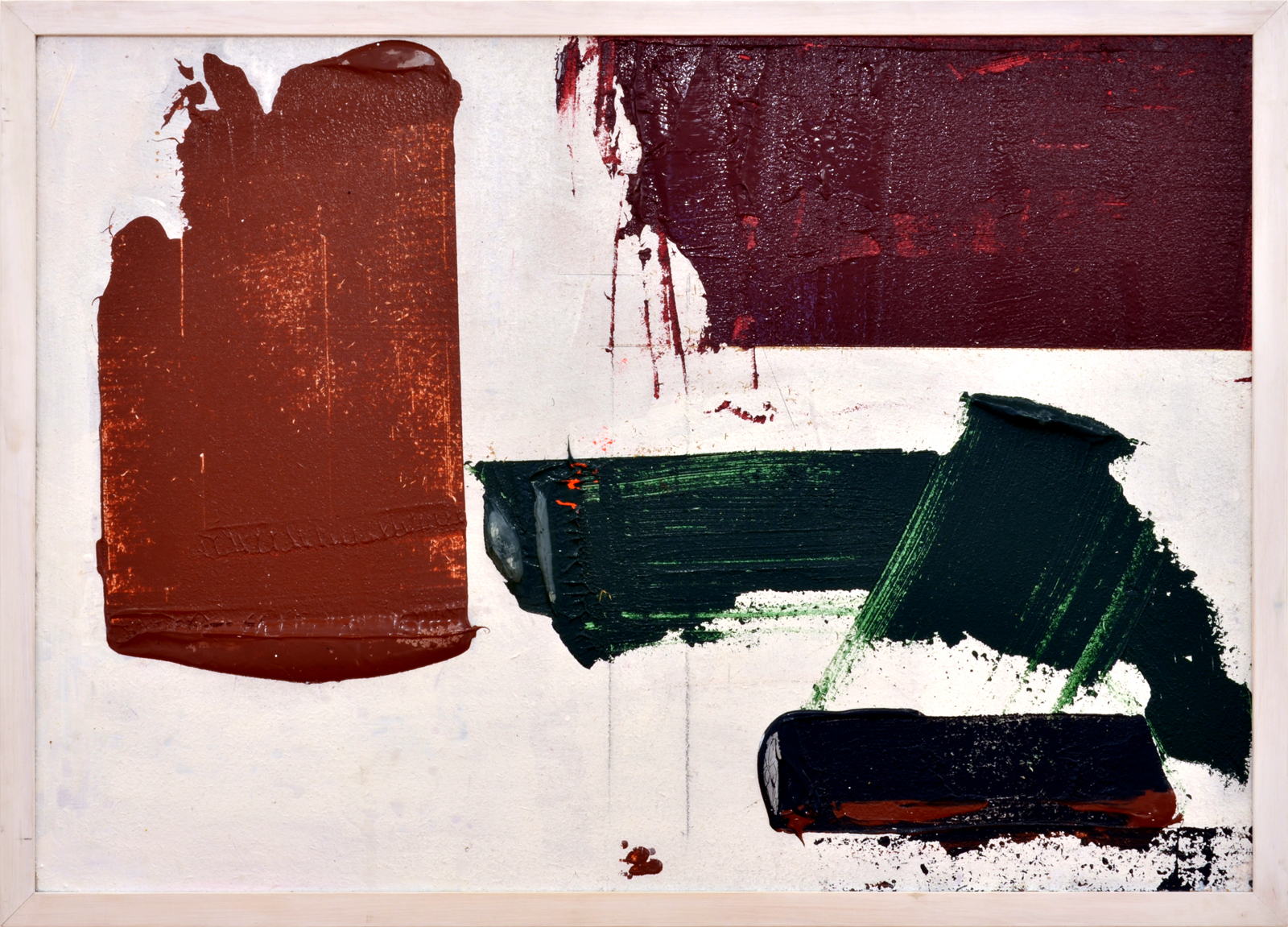
Vladimír Kopecký, Crescendo 2012
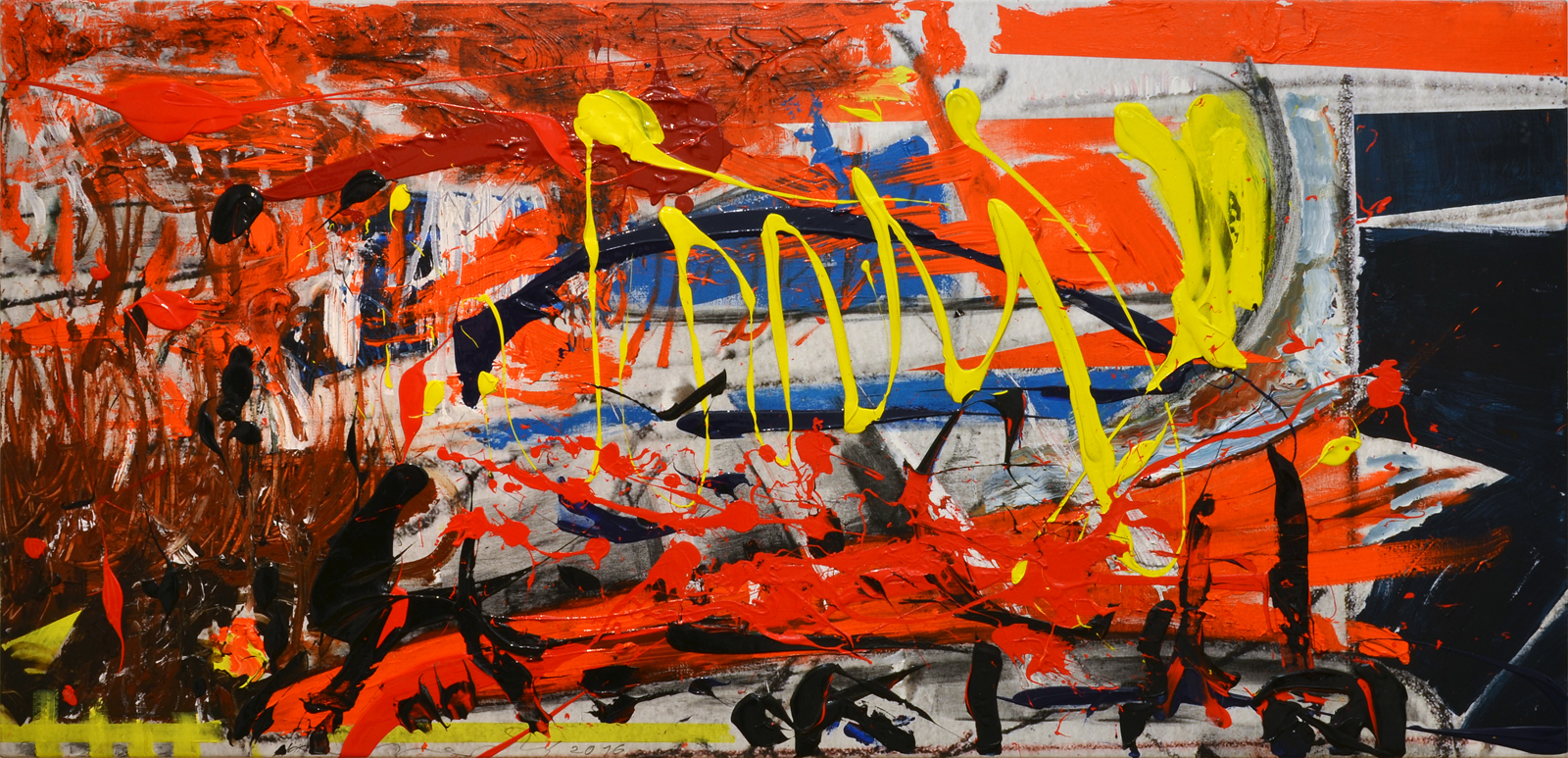
Vladimír Kopecký, Ballistarius 2016

Zajímavou polohou autora po roce 2010 jsou sítotisky, do nichž promítl osobnostní princip nutné potřeby střídání protipoloh. Přesné liniové struktury opakují motivy obrazů s konstrukcemi v uměřenější a plošnější podobě, objevují se však i zjevně opojné hry s fascinací strojově přesným násobením oblých linií s jejich optickými klamy (Velmi příjemný tvar, 2014). Jako protipól k proudům a vrstvám barev jeho abstraktních expresionistických obrazech působí novým a osvěžujícím výrazem.

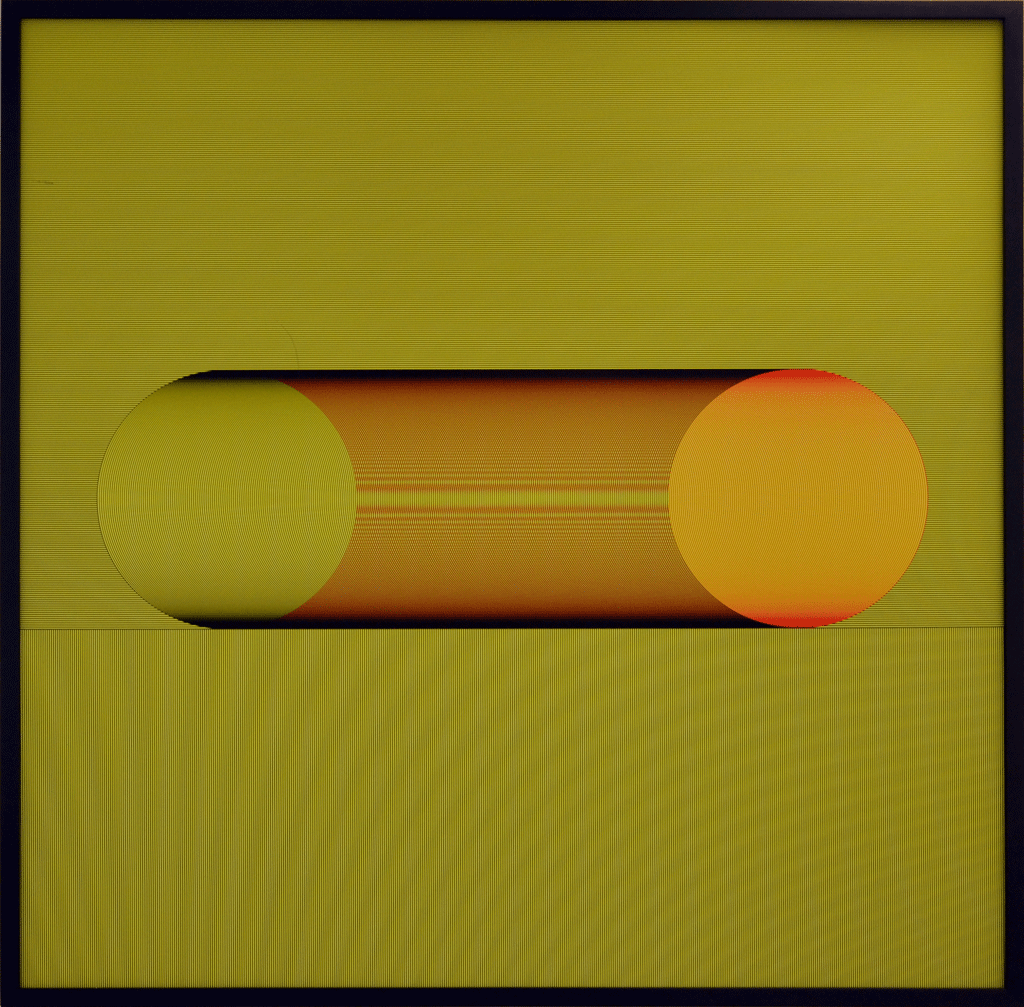
Vladimír-Kopecký, Galaxie horní 2014
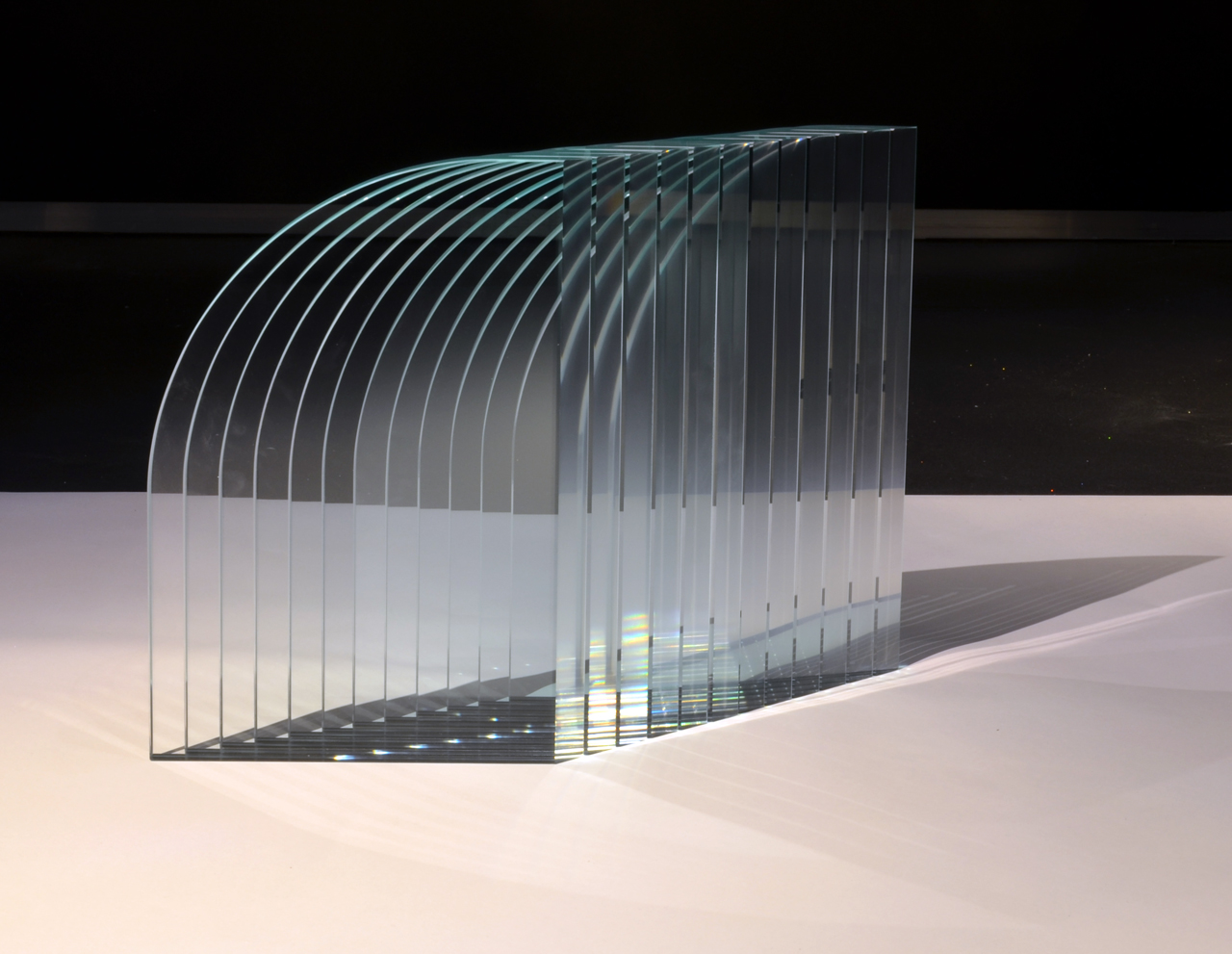
Vladimír Kopecký, Parabol 2006
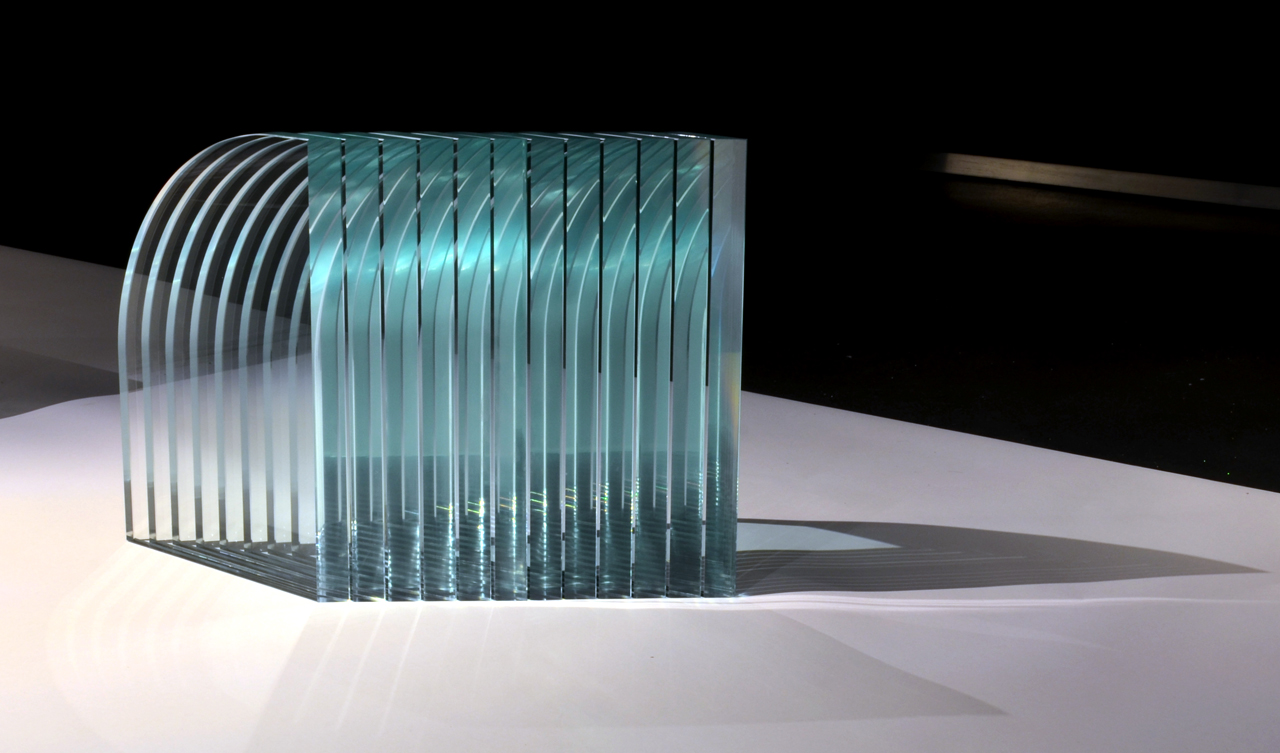
Vladimír Kopecký, Parabol 2006
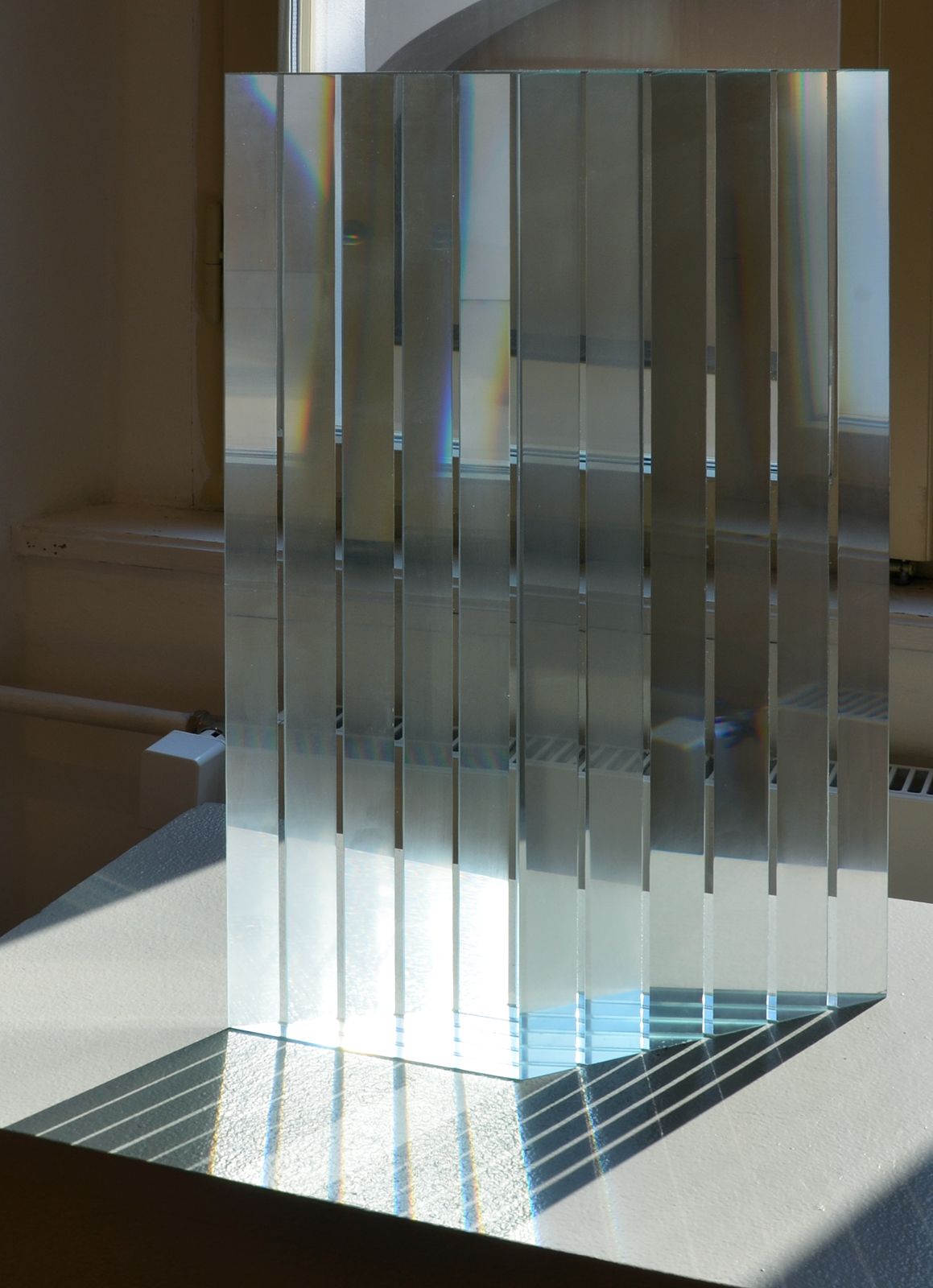
Vladimír Kopecký, Zázrak

Vladimír Kopecký náleží k neopomenutelným osobnostem moderního českého umění. Úspěch jeho monumentální kompozice na EXPO 92 v Seville, na které použil tuny tabulového skla a doslova hektolitry barev v divokých strukturách a výtryscích, svědčí o tom, že okouzlení emotivním prožitkem živelnosti v tvorbě je mezinárodně zcela srozumitelným jazykem. Od roku 1994 svůj živelný a spontánní výtvarný projev prezentuje i prostřednictvím performancí, ve kterých za doprovodu hudby (Ravel, Musorgskij) využívá žhavé lité sklo a kbelíky akrylových barev a stává se nikoli jen strůjcem, ale i předmětem tvůrčího procesu.

### Texty
Vladimír Kopecký od roku 2011 píše básně a texty, kterými komentuje a interpretuje svá díla.

#### Citáty autora
Od svých pěti let jsem chtěl být malířem. Malování se mi líbí. Dělám ho se žravou chutí, hltavě. Mám rád ticho absolutní i bouři vesmírnou
Když se dívám na obraz mnou rozmalovaný a vidím něco zcela nepochopitelného, čemu nejen nerozumím, neumím si to vysvětlit, jsem tím zaskočen a vyciťuji dokonce jakousi hrozbu, tak teprve tehdy zjevuje se mi silný zážitek ještě nezkalený bahnem interpretace a konvenčnosti. Pak to teprve začíná být ono.

Sklo pro mne není subjektem mého vyjádření, je pouze prostředkem k dosažení neznámých cílů...Sklo neglorifikuji. Je možné s ním nakládat různě, i proti zaběhnuté představě o něm, tedy i ošklivě - sám jsem termín OŠKLIVÉ SKLO na začátku šedesátých let razil. Tím ale nemyslím, že sklo vždy takové musí být. Chci říci jen to, že jdu-li za výraznou myšlenkou, ne ozdobou, tak tedy bezohledně, že z toho skla i kůži sedřu, až na krev, bude-li třeba.
Jde mi o to, aby hotová věc ze skla poskytovala pozorovateli hlubší význam a nepromlouvala jen vlastnostmi materiálu, které jsou sice jedinečné, ale stavět na nich mi připadá málo. Ve své práci, která je přísně geometrická i spontánně expresivní, se snažím vyslovit všechno to, co mne fascinuje: nekonečnost prostoru, ticho, úzkost a melancholii....

### Realizace v architektuře (výběr)
- 1963 Nádraží Havířov
- 1966 Nádraží Vítkovice
- 1966 Kulturní centrum New Foundland, USA
- 1968/70 Hotel Olympik, Praha
- 1968/75 Sklárny Kavalier Sázava
- 1969 Elektrotechnický zkušební ústav Praha (mozaika)
- 1971 Úpravna vody, Želivka
- 1973, 1974 Smuteční síň Vsetín, Děčín
- 1974 Televizní vysílač Praha
- 1975 Dům Balnea, Praha, Hotel Lázeňský dům, Karlovy Vary
- 1978 Studio České televize, Praha
- 1979 Budova ČKD Praha
- 1981-1982 Hotel Bohemia, Ústí nad Labem
- 1984 Pojišťovna Zwolsche Algemeene, Niuewegein, Holandsko
- 1988 Hotel Slavie, Brno
- 1988/89 Předváděcí síň firmy Konica, Tokio
- 1989 Štefánikův dům (nyní hotel Legie), Sokolská 30, Praha 2
- 1992 Síň primátora, Radnice Toyama, Japonsko
- 1992 Dům Leonarda Dobbse, Long Island, USA
- 1994 Technologie Centrum, Coburg[35]
- 1996 Bank Gundezenhausen, Německo
- 1998 Česká spořitelna, Praha - Perštýn[11]

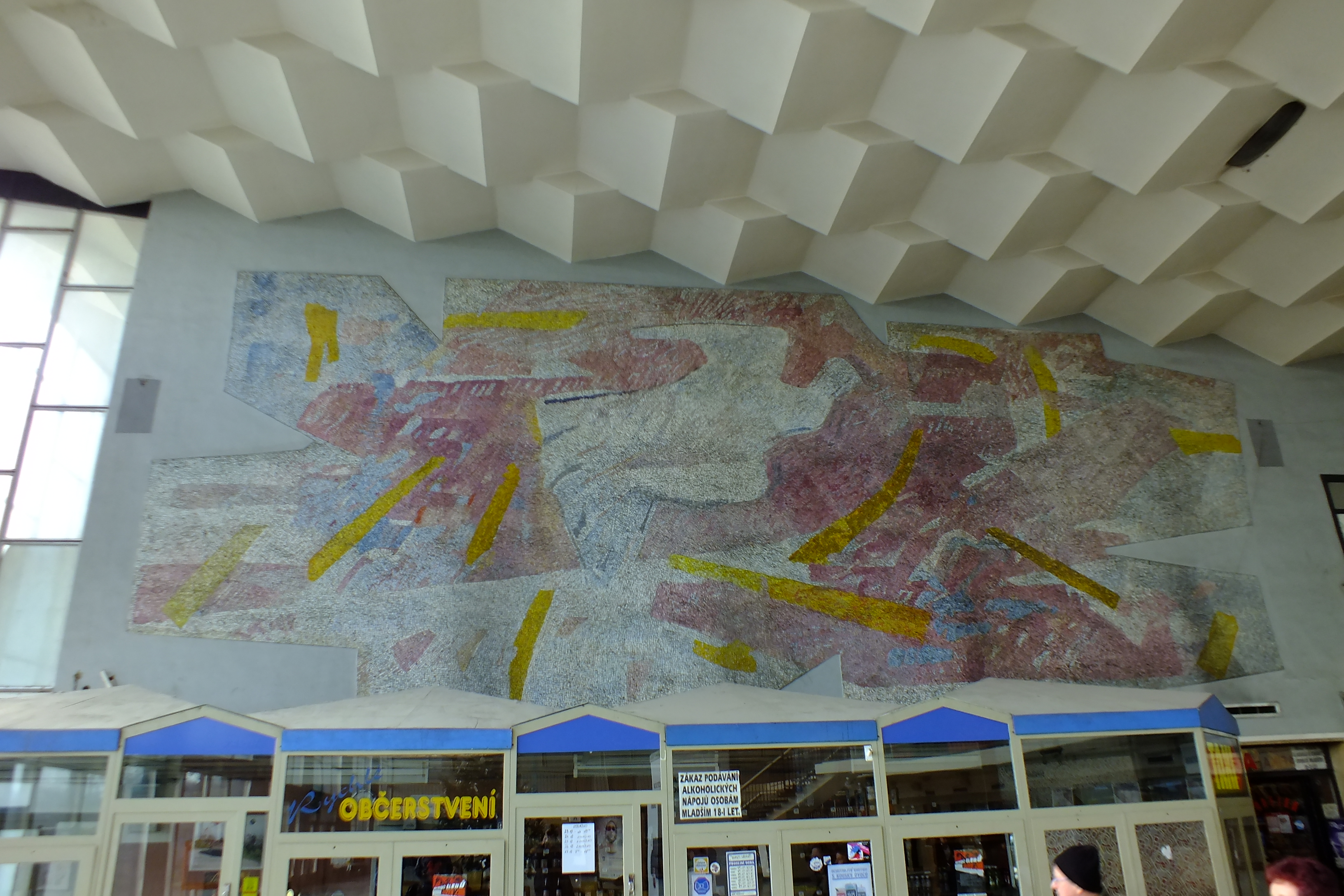
Vladimír Kopecký, skleněná mozaika, nádraží Havířov
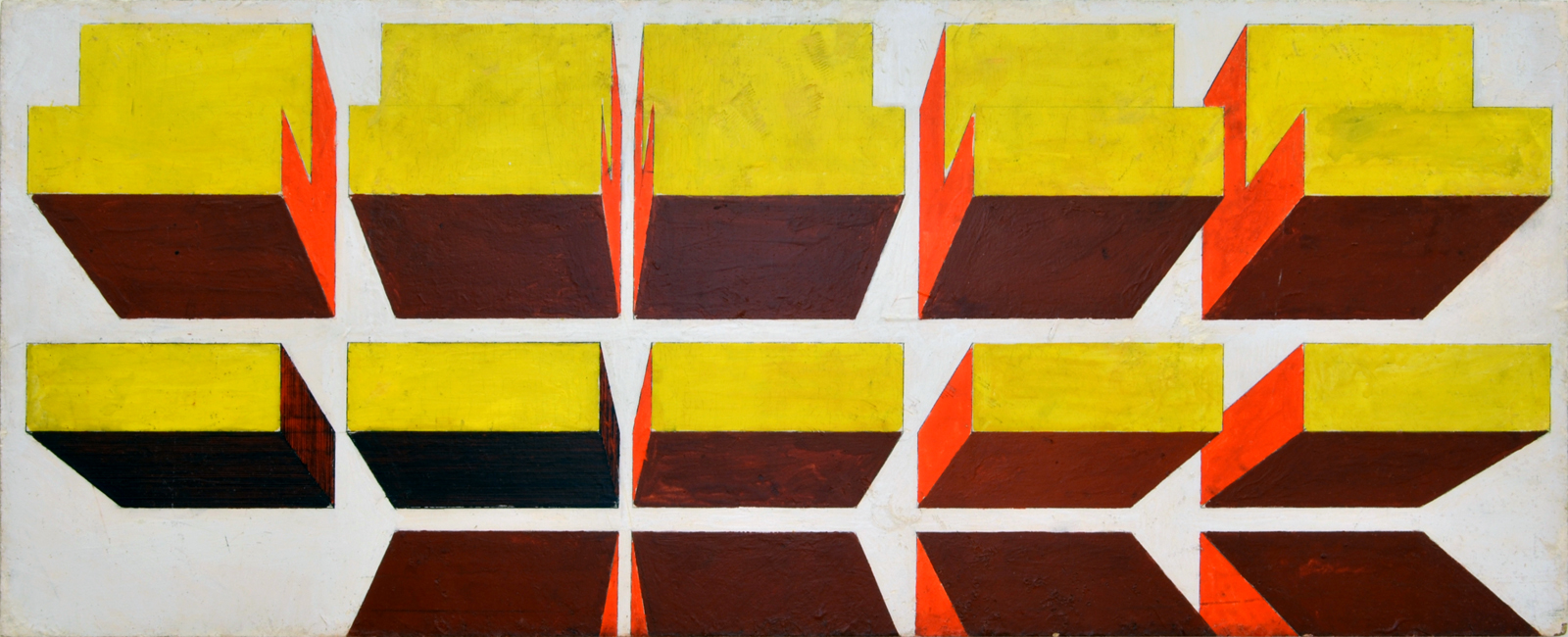
Vladimír Kopecký, Návrh na stucco lustro pro budovu Chemapolu 1973
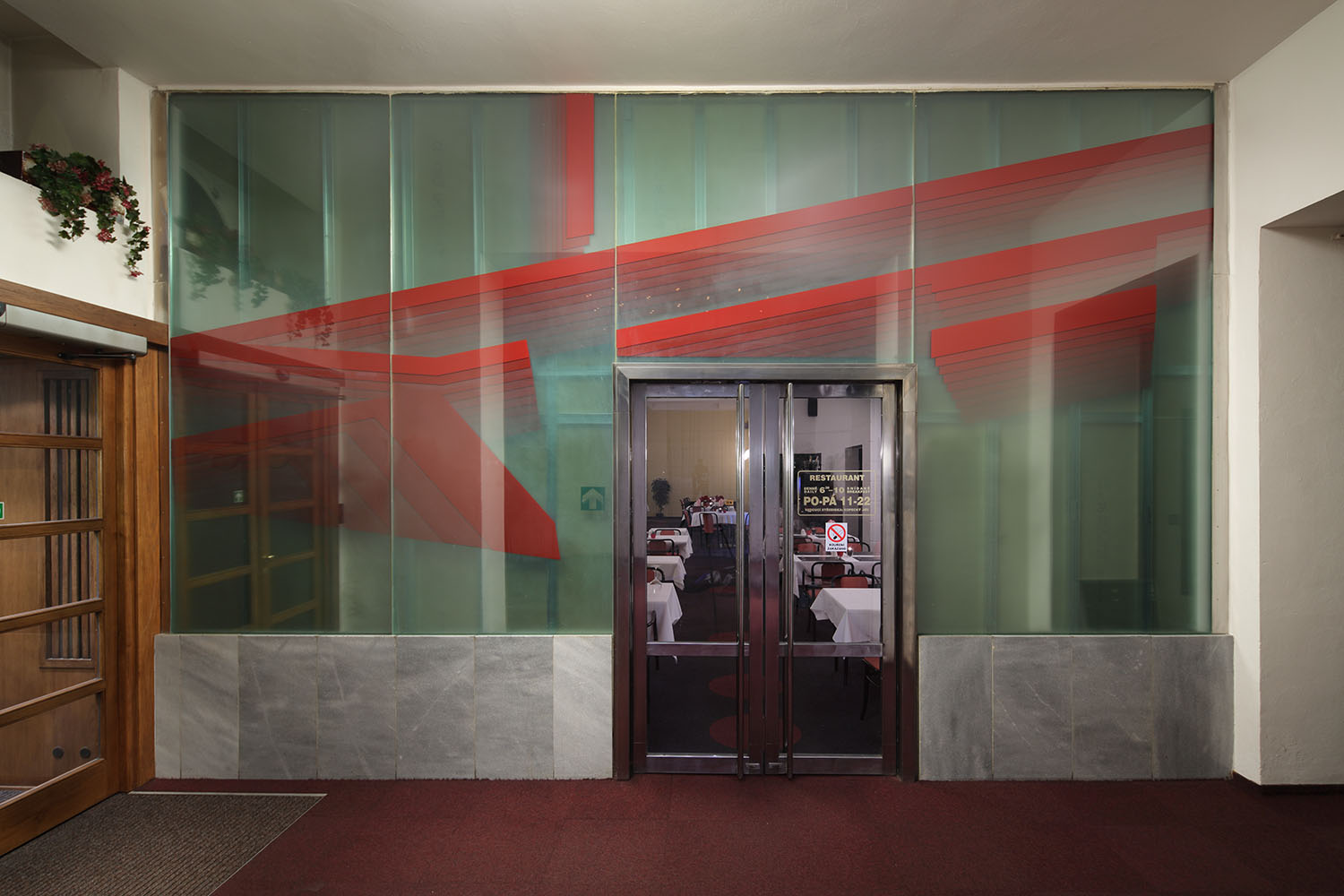
Vladimír Kopecký, Hotel Slavia, kompozice z tabulového skla, Brno,1988
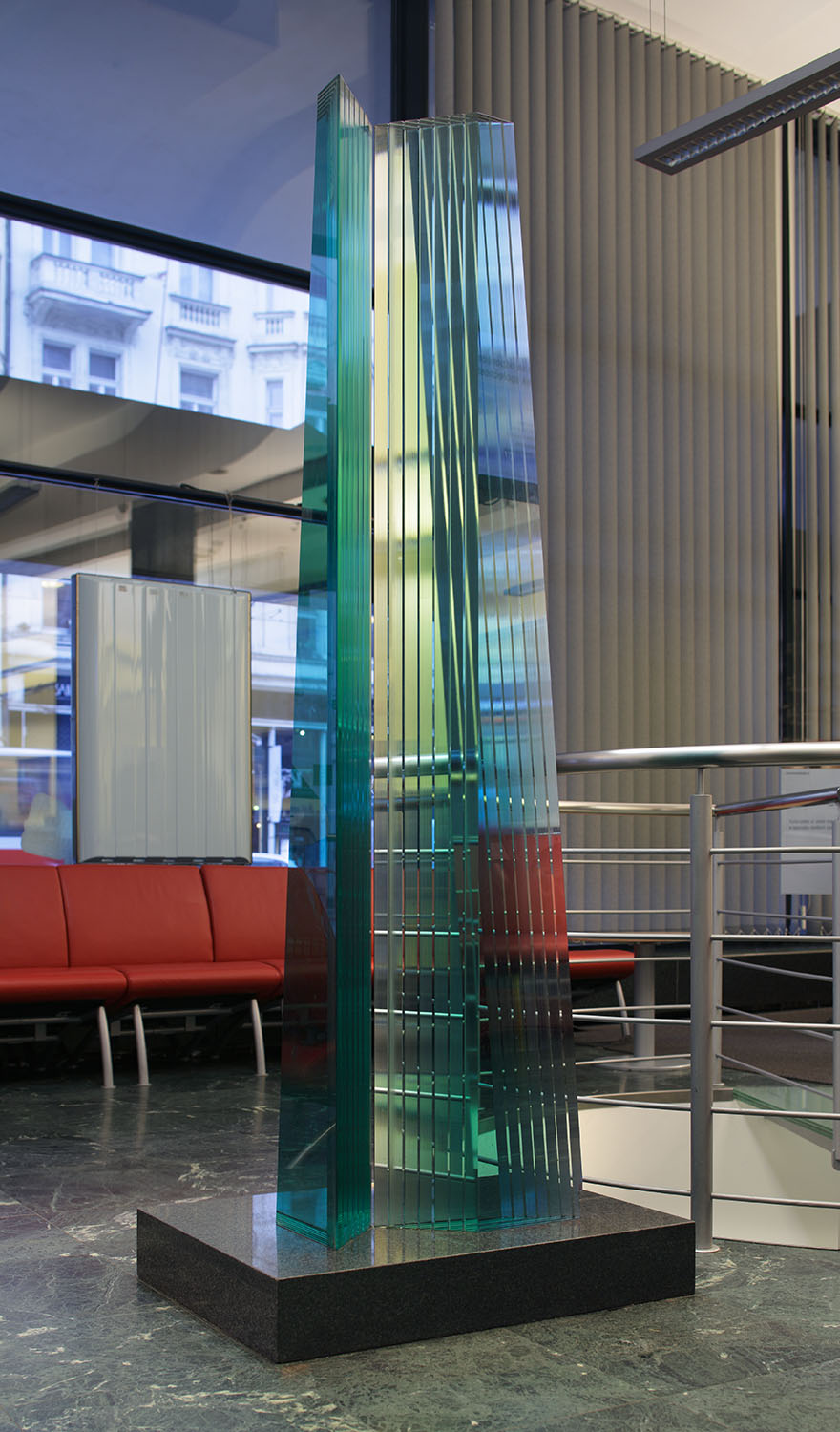
Vladimír Kopecký, Pilíře, skládané tabulové sklo 1998
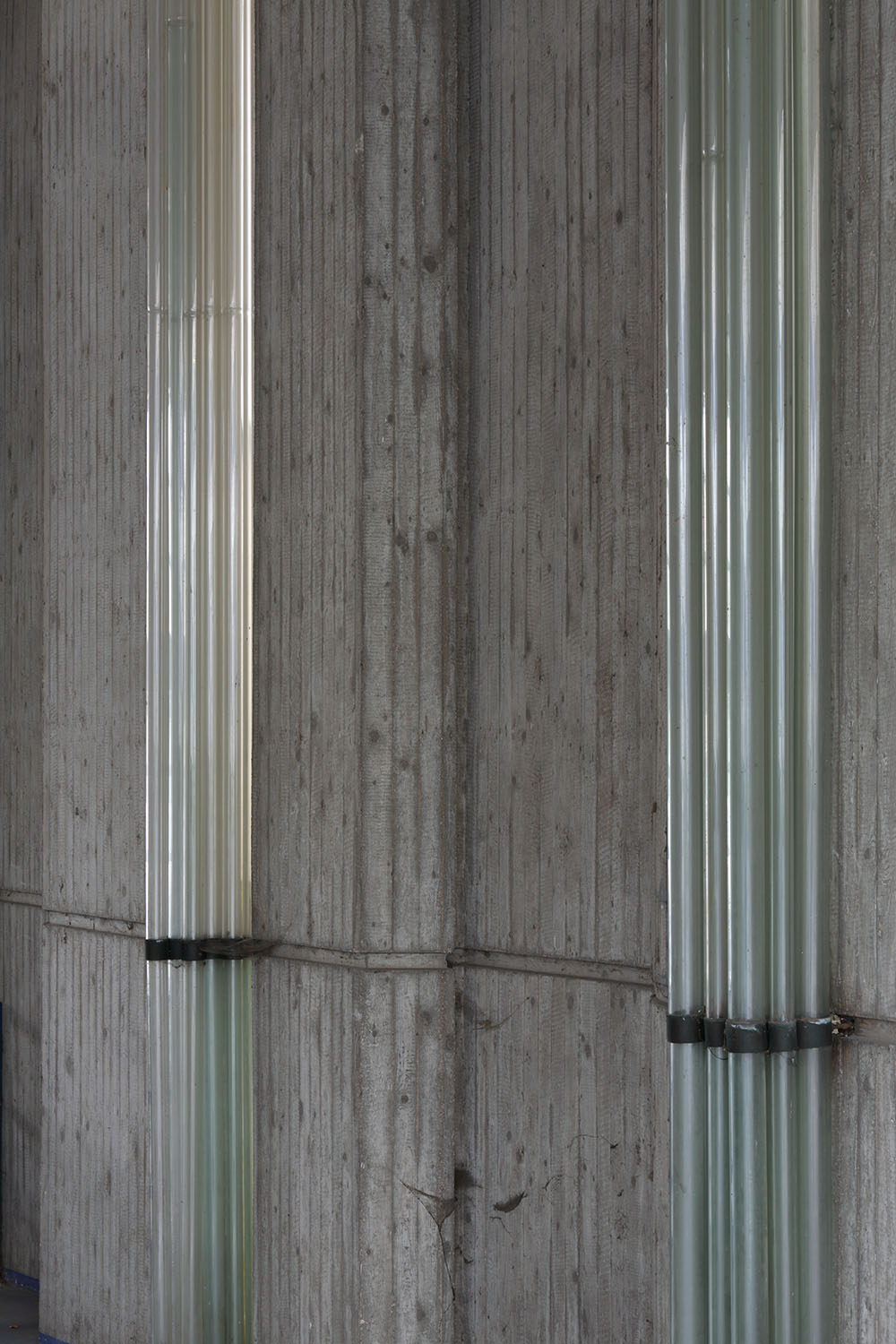
Vladimír Kopecký, Sklárny Kavalier Sázava, beton, sklo 1968-1975
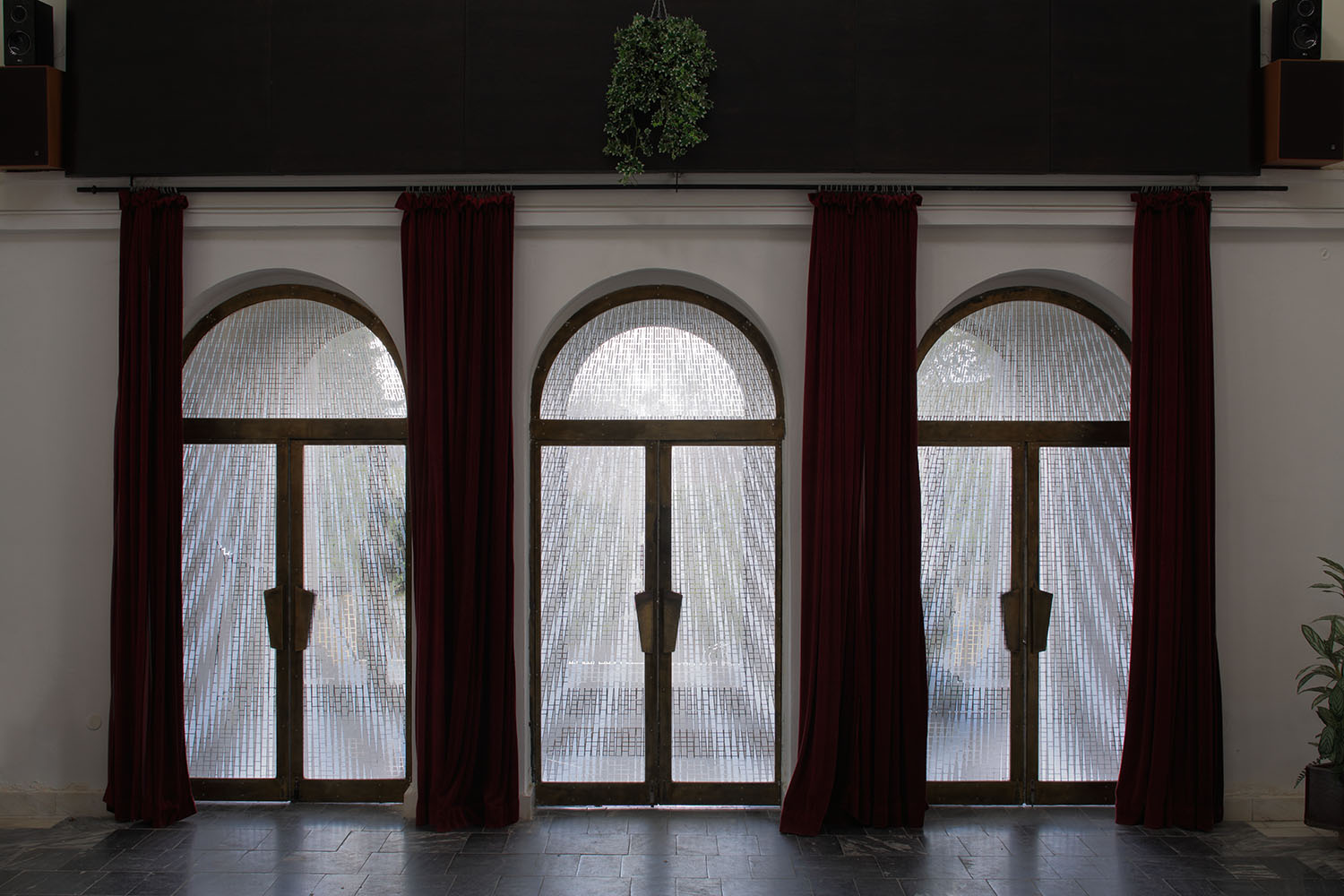
Vladimír Kopecký, Smuteční síň Děčín, vstup, skleněné dveře 1974

### Zastoupení ve sbírkách
- Národní galerie Praha
- Uměleckoprůmyslové museum v Praze
- Moravská galerie v Brně
- Muzeum skla a bižuterie v Jablonci nad Nisou
- Galerie Klatovy – Klenová
- Severočeské muzeum v Liberci
- Galerie Benedikta Rejta, Louny
- Sklářské muzeum Nový Bor
- Muzeum umění Olomouc
- Východočeská galerie v Pardubicích
- Východočeské muzeum v Pardubicích
- České muzeum výtvarných umění v Praze
- Galerie hlavního města Prahy
- Museum Kampa
- Galerie moderního umění v Roudnici nad Labem
- Sbírka z IGS Nový Bor, zámek Lemberk
- Kunstsammlungen der Veste, Coburg, DE
- Corning Museum of Glass, Corning, N.Y., USA
- Dudley Museum and Art Gallery, USA
- The National Museum of Modern Art, Kjóto, Japonsko
- Musée des Arts Décoratifs de la Ville, Lausanne, CH
- Victoria and Albert Museum, London, UK
- The Lannan Foundation of Contemporary Art, Palm Beach, FL, USA
- Musée Atelier du Verre, Sars – Poteries, F
- Museum of Modern Art, Yokohama, Japonsko
- Uměleckoprůmyslové muzeum, Frankfurt nad Mohanem
- Neue Pinakotek, Munich[35][13][11][25]

### Výstavy

#### Účast na světových výstavách
- Expo 1958, Brusel (s Adrienou Šimotovou, Františkem Burantem)
- Expo 1967, Montreal
- Expo 1992, Sevilla

#### Autorské
- 1970 Vladimír Kopecký: Obrazy, Galerie Václava Špály, Praha
- 1981 Vladimír Kopecký: Obrazy, skleněné objekty, kresby, Sovinec
- 1988 Vladimír Kopecký: Obrazy, Ústřední kulturní dům železničářů, Praha
- 1989 Vladimír Kopecký: Obrazy - kresby, Ateliér Josefa Chloupka, Brno
- 1989 Vladimír Kopecký, Essener Glasgalerie (Mareš I), Essen
- 1990 Vladimír Kopecký, The Azabu Museum of Arts and Crafts, Tokyo
- 1994 Vladimír Kopecký, Galerie Groeneveld, Almelo, Holandsko
- 1996 Vladimír Kopecký, Studio Glass Gallery, Londýn
- 1997 Vladimír Kopecký: Obrazy a sochy, Galerie na Jánském Vršku, Praha
- 1997 Vladimír Kopecký: Obrazy, Výstavní síň Emila Filly, Ústí nad Labem
- 1999 Vladimír Kopecký: Retrospektiva, GHMP, Městská knihovna, Praha
- 2000/01 Vladimír Kopecký: Souborná výstava tvorby z let 1950 - 2000, Dům U Jonáše, VG Pardubice
- 2001 Vladimír Kopecký: Obrazy, objekty, Výstavní síň Sokolská 26, Ostrava
- 2001/02 Vladimír Kopecký: Intenzita prožitku / Intensity of Experience, Galerie Aspekt, Brno
- 2002 Vladimír Kopecký: Sklo, Galerie výtvarného umění v Ostravě
- 2003 Vladimír Kopecký: Jaký byl a je, Galerie Vysoké školy uměleckoprůmyslové Praha
- 2003/04 Vladimír Kopecký: Až do morku duše, Galerie Aspekt, Brno
- 2004 Vladimír Kopecký: Obrazy a objekty, Veletržní palác, Národní galerie Praha
- 2004/05 Vladimír Kopecký: Obrazy, Galerie moderního umění v Roudnici nad Labem
- 2005 Vladimír Kopecký, Galerie Navrátil, Praha
- 2007 Vladimír Kopecký, Galerie Aspekt, Brno
- 2011 Vladimír Kopecký, Galerie Havelka, Praha, Galerie Aspekt, Brno
- 2011 Vladimír Kopecký: grafika, zámek Valašské meziříčí, Muzeum umění Olomouc
- 2014 Vladimír Kopecký: Bouře a klid, Museum Kampa, Praha
- 2014 Vladimír Kopecký: Summa Summarum, Galerie Dorka, Domažlice
- 2016 Vladimír Kopecký: Dálky a póly / Distances and Poles, Hrad Špilberk, Brno[13]
- 2017 Vladimír Kopecký: Něco třetího mezi chaosem a řádem, Severočeská galerie výtvarného umění v Litoměřicích
- 2017 Vladimír Kopecký: Nekonečný třesk / Eternal Struggle, Zámek Moravský Krumlov
- 2017 Vladimír Kopecký: Geometrie, Galerie Kuzebauch, Praha
- 2018 Vladimír Kopecký: Na EX!, Galerie Havelka, Praha
- 2018 Vladimír Kopecký: Energie, Museum Kampa - Nadace Jana a Medy Mládkových, Praha
- 2019 Vladimír Kopecký: Barvu užírám, hltám, Topičův salon, Praha
- 2021/2022 Vladimír Kopecký: Gloria, Museum Kampa - Nadace Jana a Medy Mládkových, Praha
- 2024 Vladimír Kopecký: Stimulace neznámého pole, výstavní síň Mánes, Praha

#### Společné
Viz Informační systém abART:

### Katalogy
- Vladimír Kopecký, text Jindřich Chalupecký, kat. 12 s., Svaz českých výtvarných umělců, Praha 1970
- Vladimír Kopecký, text Stanislav Libenský, Masae Nakama, GLASSWORK Kyoto, Japan 1990
- Vladimír Kopecký: Obrazy, text Ivo Janoušek, kat. 24 s., ÚKDŽ, Praha 1988
- Vladimír Kopecký: Intenzita prožitku, Galerie Aspekt, Brno 2001
- Vladimír Kopecký, text Kopecký V, kat. 2 s., Výstavní síň Sokolská 26, Ostrava 2001
- Vladimír Kopecký: Obrazy, text Miroslava Hlaváčková, kat. 28 s., GMU v Roudnici nad Labem 2004, ISBN 80-85053-49-7
- Vladimír Kopecký, Oldřich Palata (ed.), galerie Aspekt, Brno 2007, ISBN 80-238-7954-5
- Vladimír Kopecký, text Petr Vaňous, Galerie Havelka, Praha 2011
- Vladimír Kopecký: Dálky a póly, text Ján Gajdůšek, Brno 2016
- Vladimír Kopecký (básně a obrazy), foto Gabriel Urbánek, 200 výtisků soukromým nákladem autora, Praha 2017, ISBN 978-80-270-1215-2
- Vladimír Kopecký: Na EX!, text Radek Wohlmuth, Galerie Havelka, Praha 2018
- Vladimír Kopecký: Prostoupení, text Adriana Primusová, 300 výtisků vlastním nákladem autora, Praha 2019, ISBN 978-80-270-5507-4
- Vladimír Kopecký: Šeptám, text Helena Musilová, vlastním nákladem autora, Praha 2021, ISBN 978-80-270-9840-8

### Monografie
- Vladimír Kopecký, 184 s., Galerie hlavního města Prahy, Moraviapress Břeclav 1999, ISBN 80-86181-19-7; ISBN 80-7010-069-9
- Vladimír Kopecký: Bouře a Klid / Storm and Calm, Martin Dostál (ed.), 270 s., Retro Gallery, Praha 2014, ISBN 978-80-260-6037-6

### Encyklopedie a souborné katalogy
- Josef Raban, Modern Bohemian Glass, Artia, Praha 1963
- Dušan Šindelář, Současné umělecké sklo v Československu, Obelisk, Praha 1970
- Pavla Dvorská, Současná monumentální tvorba, Odeon, Praha 1978
- Alena Adlerová Kudělková Königová, Současné sklo, Odeon, Praha 1979
- Bénamou Geneviève, L’art aujourd'hui en Tchecoslovaquie, Paříž 1979
- Jiří Karbaš, České výtvarné umění v architektuře 1945 - 1985, Odeon, Praha 1985
- Pavla Pečinková, Contemporary Czech Painting, G+B Arts International Limited, East Roseville, 1993, ISBN 978-976-8097-25-5
- Jindřich Chalupecký, Nové umění v Čechách, Nakladatelství H&H, s.r.o., Jinočany 1994, ISBN 80-85787-81-4
- One Hundred Years of Bohemian Glass (curator O. Palata), Takasaki Museum of Art, 1995, p. 131
- Sylva Petrová, České sklo, Gallery, spol. s r.o. (Jaroslav Kořán), Praha 2001 ISBN 80-86010-44-9
- Helmut Ricke (ed.), Czech Glass 1945-1980. Design in an Age of Adversity, Arnoldsche 2005
- Petr Pivoda, Milan Hlaveš, Sklo - Vladimír Kopecký & z jeho školy, MA'MA Club Gallery, Ostrava 2015
- Jana Kunešová, Milan Hlaveš, The Story of Bohemian Glass, Uměleckoprůmyslové museum, Národní muzeum, National Museum of Korea 2015, ISBN 978-80-7101-147-7
- Milan Hlaveš a kol. (ed.), 7 + 1, Mistři českého skla, Museum Kampa - Nadace Jana a Medy Mládkových, Praha 2016, ISBN 978-80-87344-32-3
- Sylva Petrová, České sklo, 428 s., Vysoká škola uměleckoprůmyslová v Praze, Praha 2018, ISBN 978-80-87989-50-0

### Ostatní
- České ateliéry / Czech studios (71 umělců současnosti / 71 contemporary artists ), 2005, Art CZ, Praha, ISBN 80-239-5528-4
- Hynek Glos, Petr Vizina, Stará garda, nakl. Argo, Praha 2016, s. 108-115, ISBN 978-80-257-1881-0